# Zamek w Szydłowcu

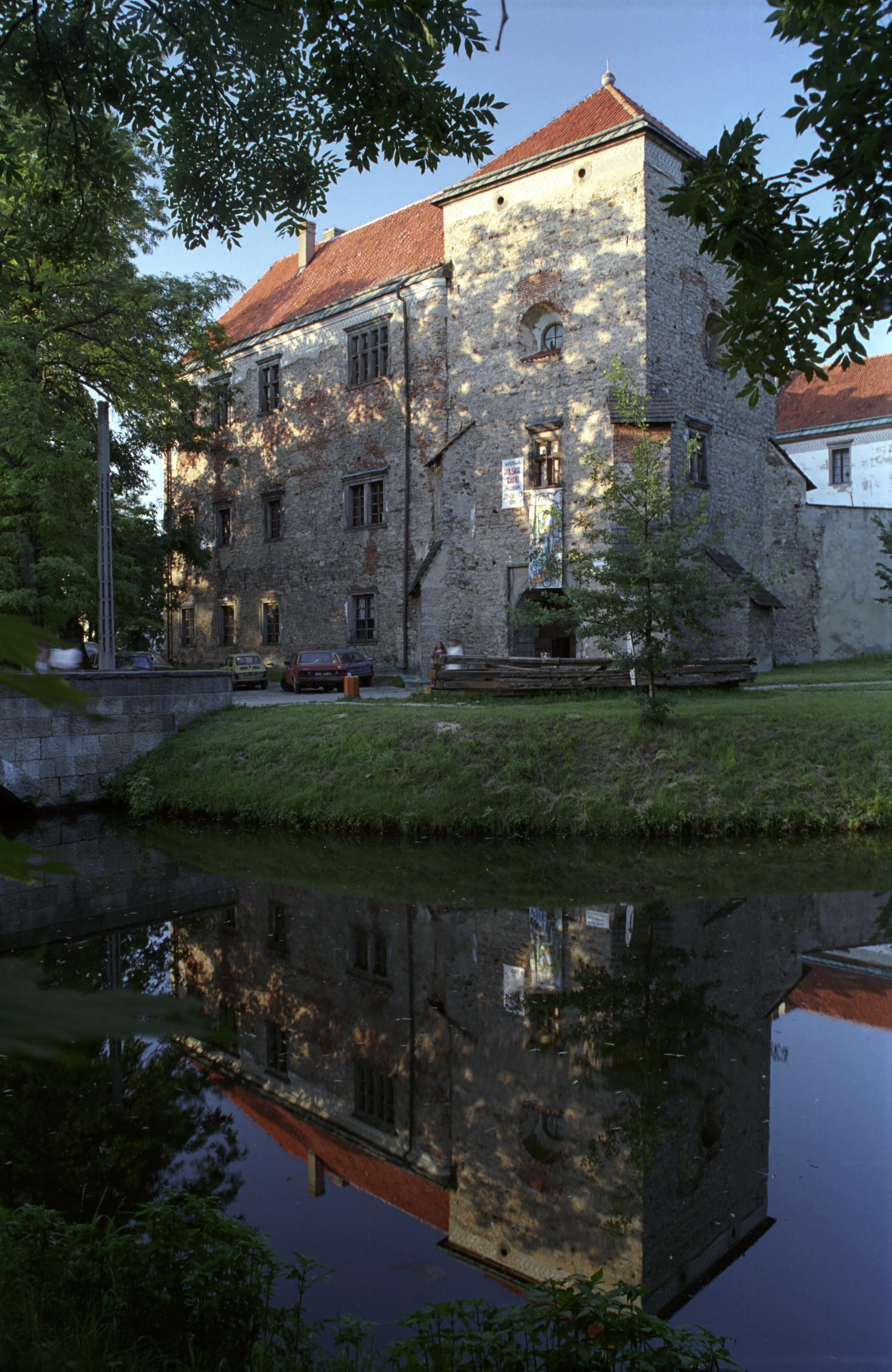
Zamek (lata 90. XX w.)

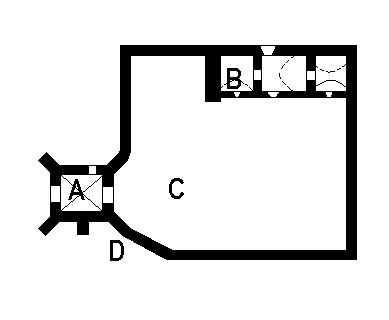
Plan Zamku z około 1480 roku, A – wieża bramna, B – dwór, C – dziedziniec, D – mur obronny

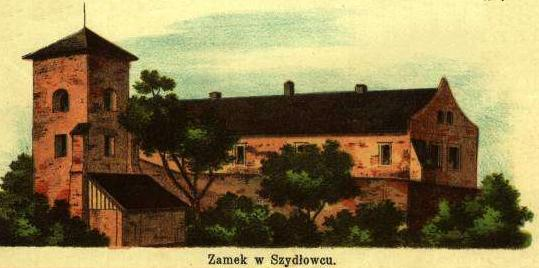
Ilustracja w „Atlasie Gograficznym Ilustrowanym Królestwa Polskiego”

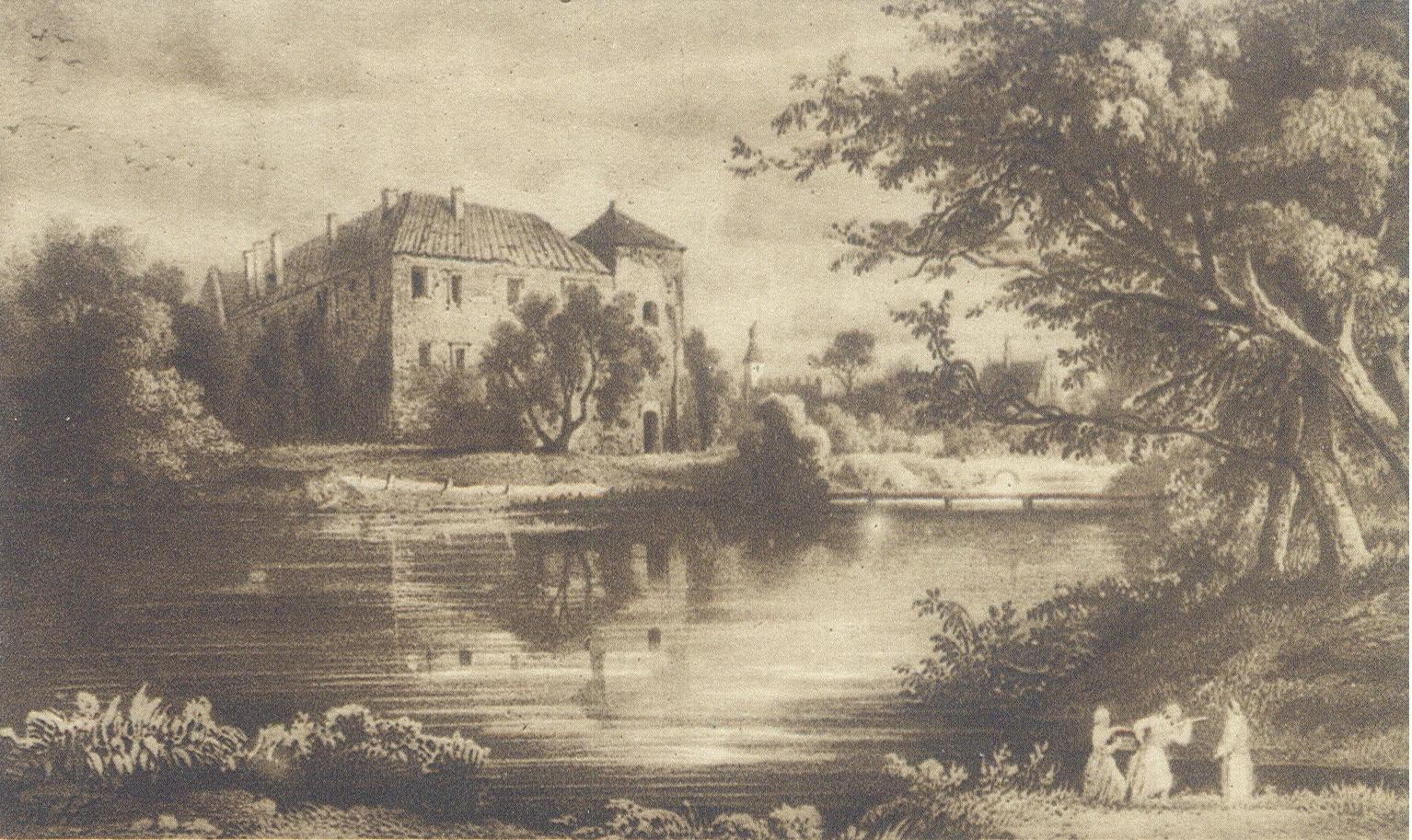
Rycina z 1880 roku, przedstawiająca ogród oraz zamek

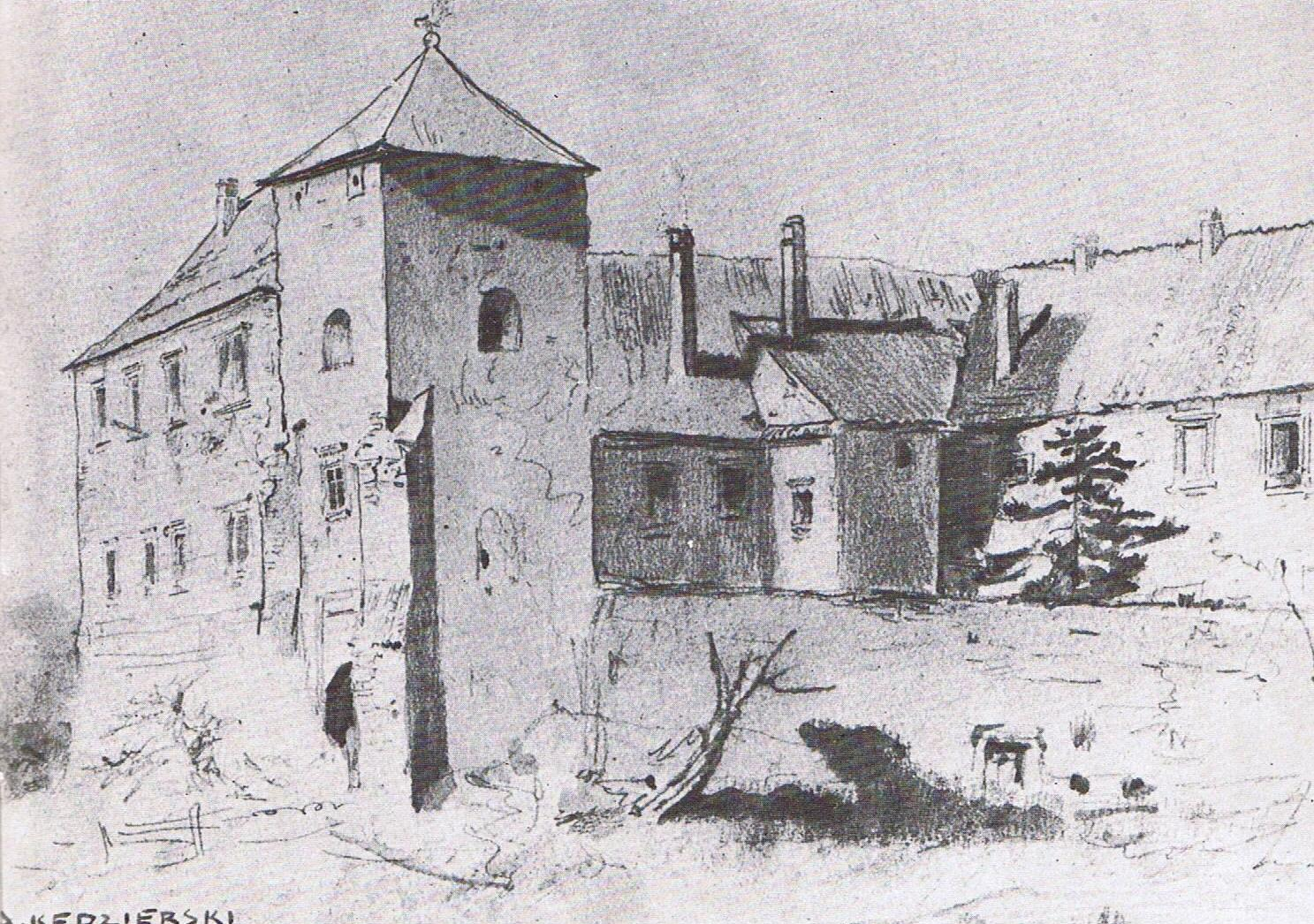
Na ryc. Apoloniusza Kędzierskiego

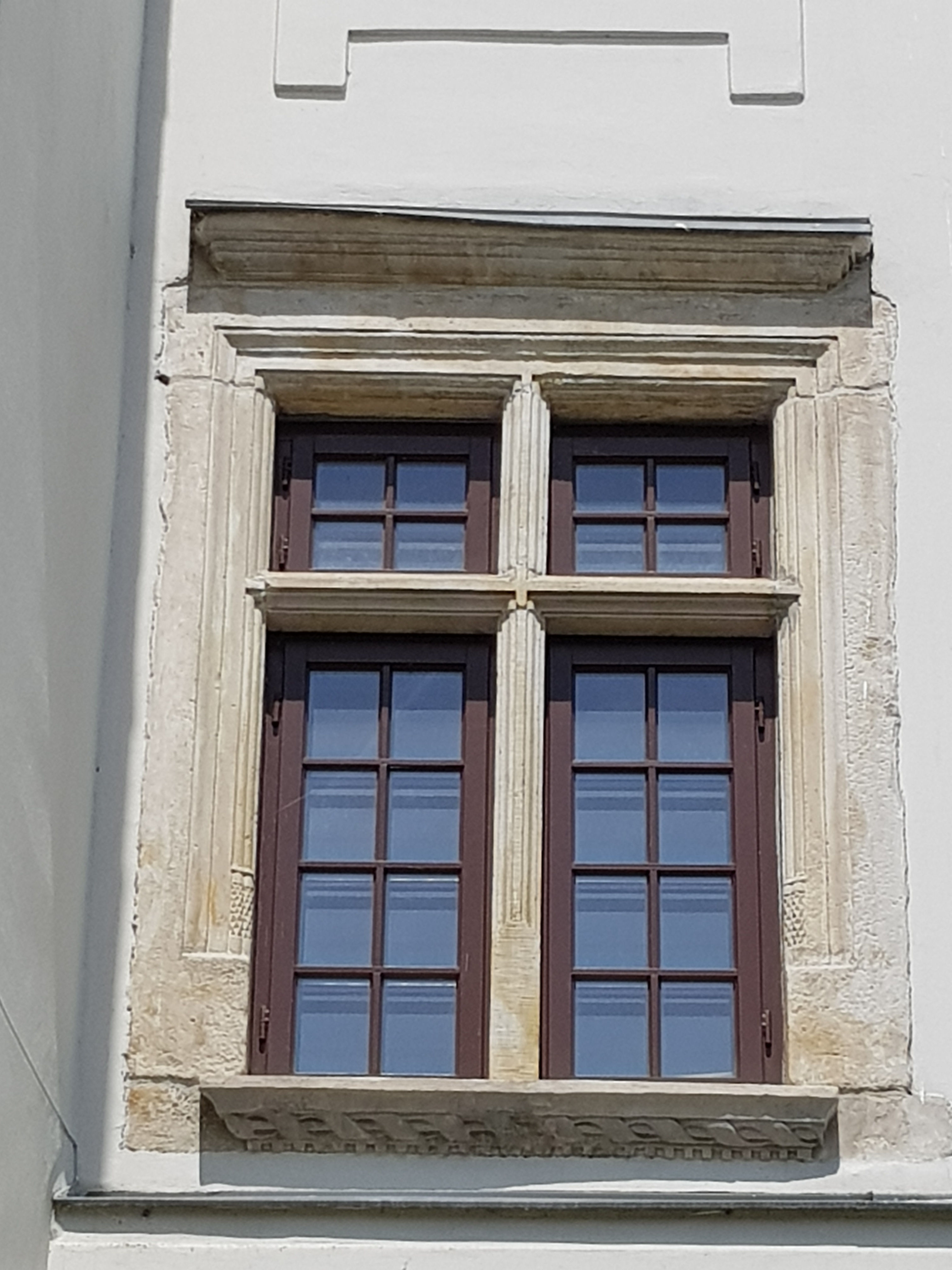
Okno renesansowe

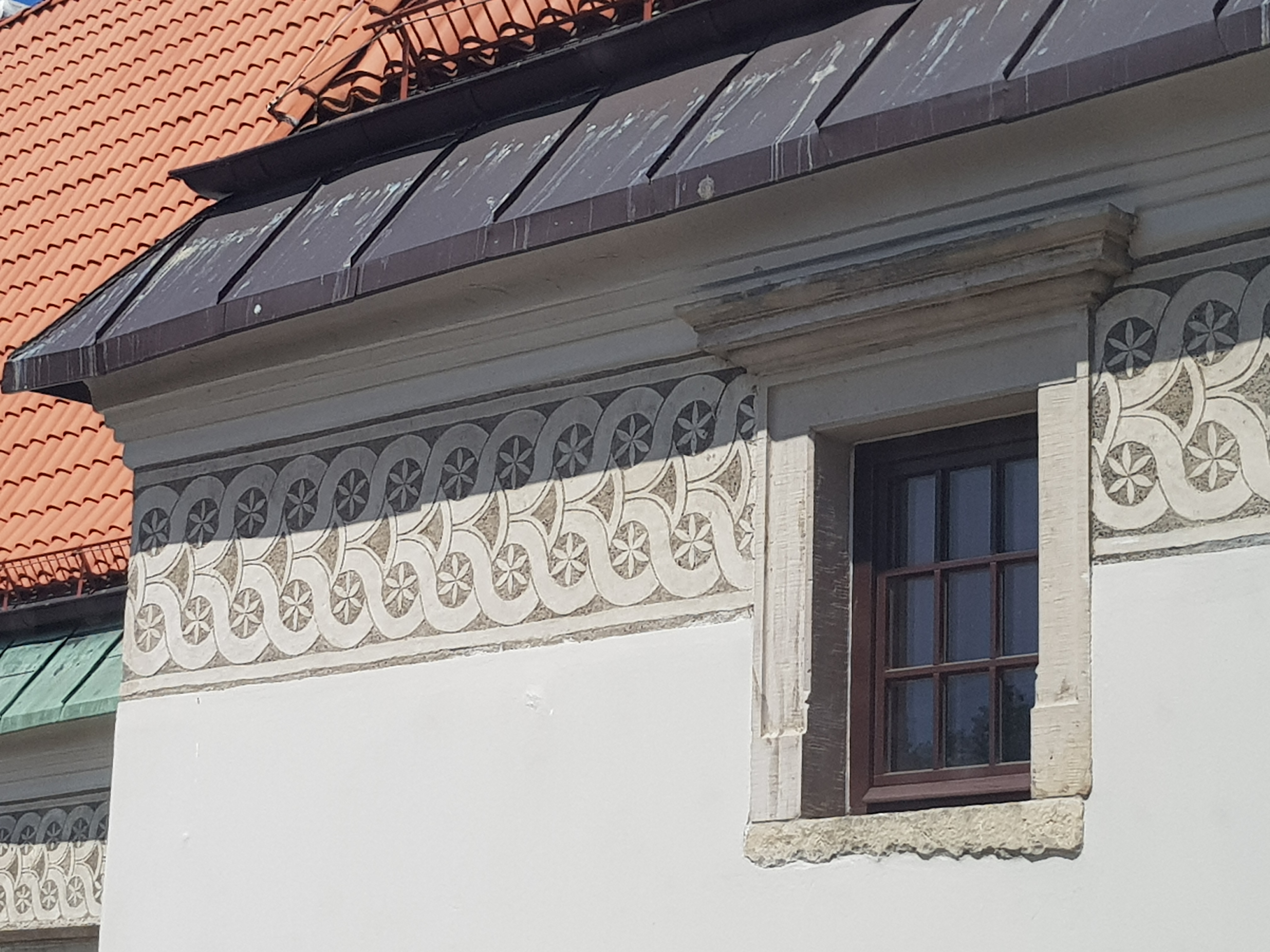
Dekoracja renesansowa

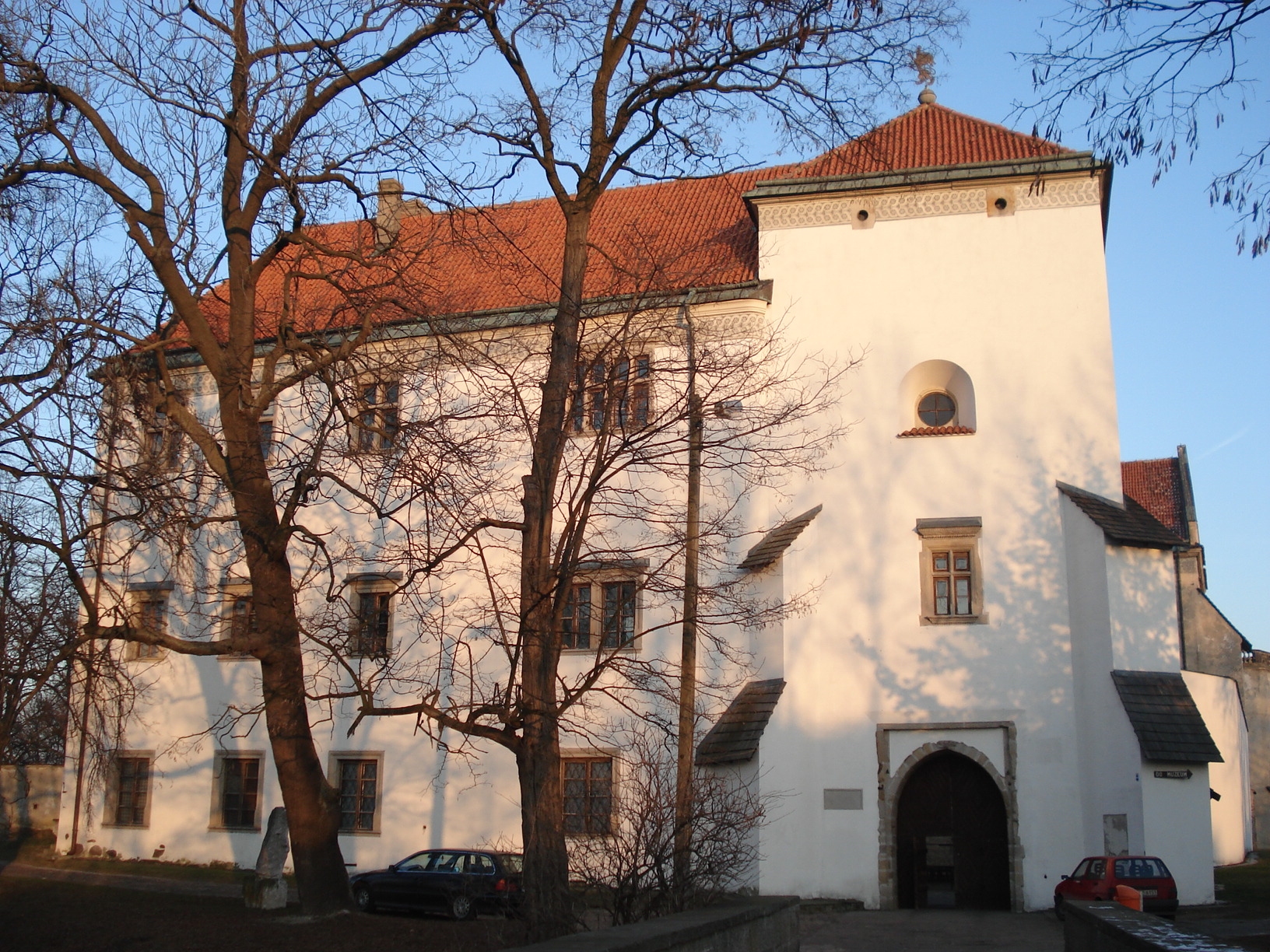
Zamek od strony wieży bramnej

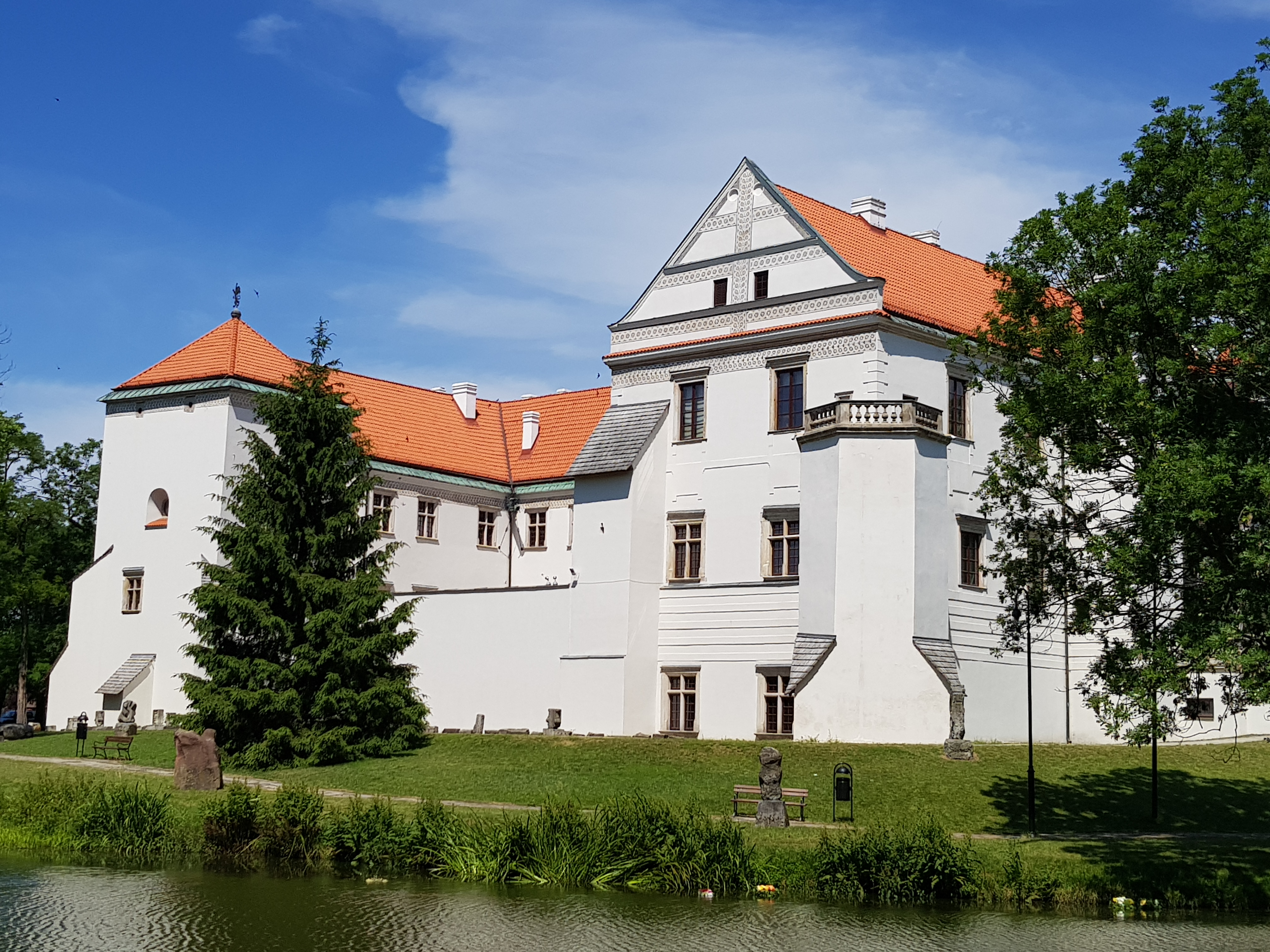
Zamek w 2019 r.

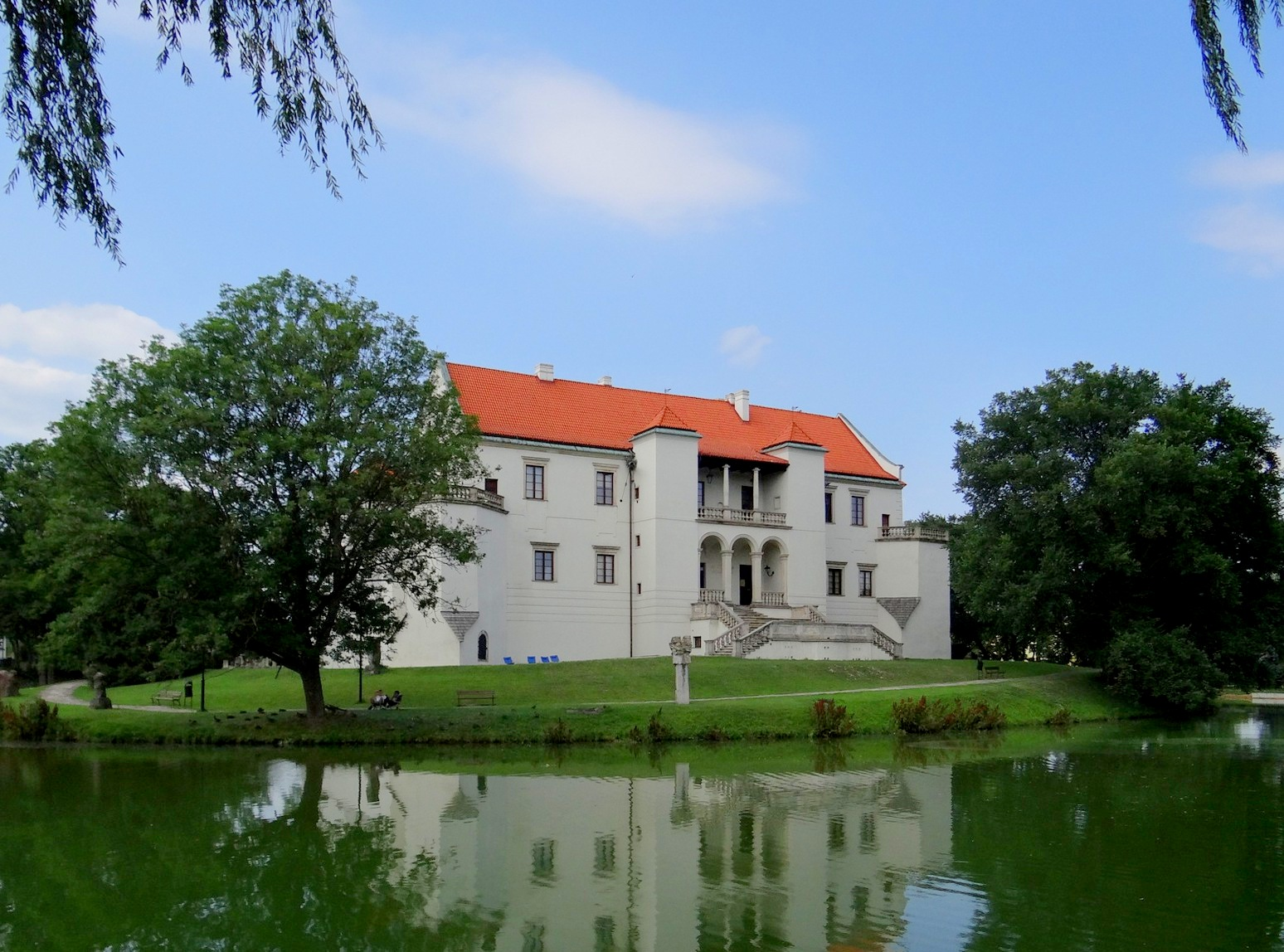
Skrzydło wschodnie zamku

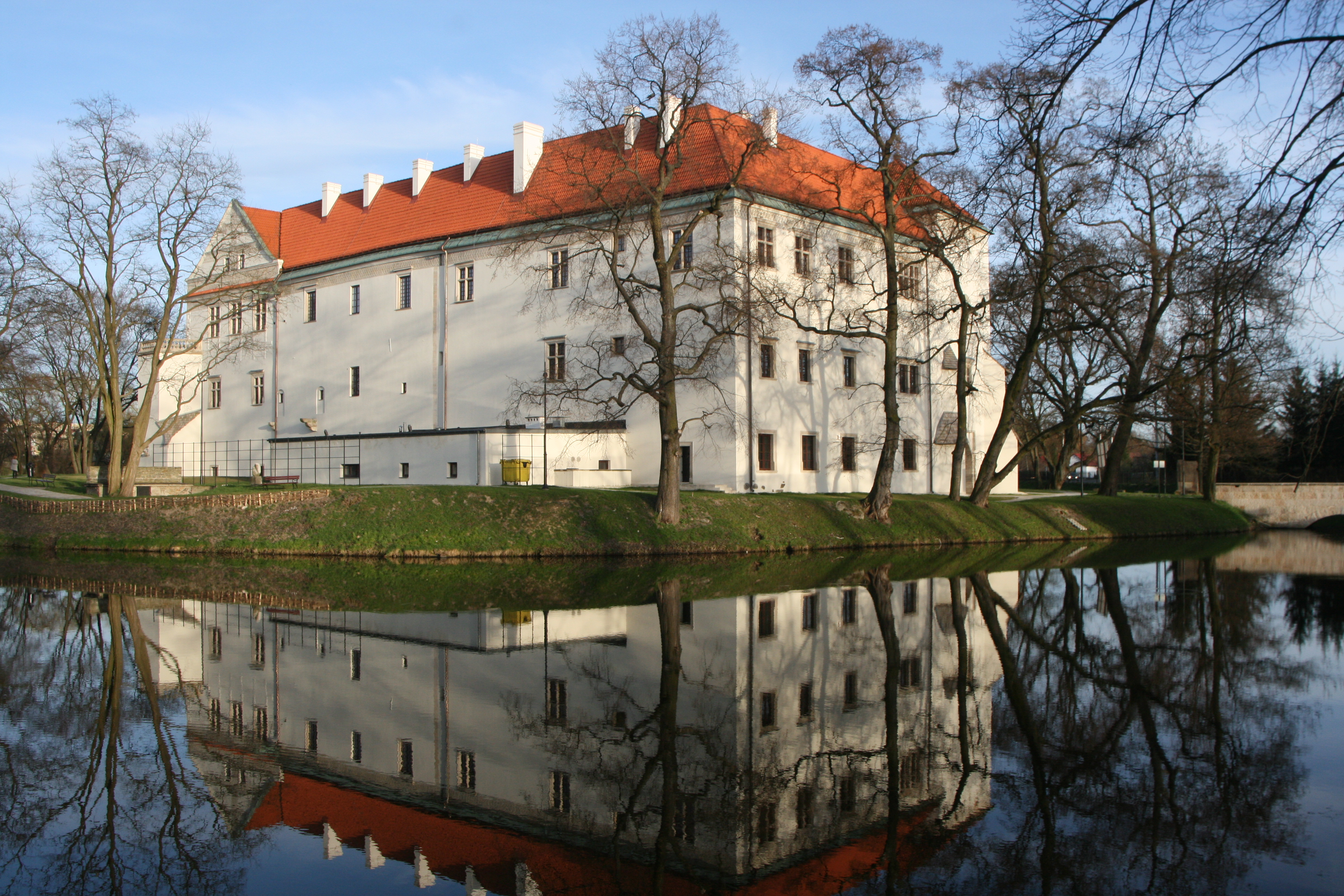

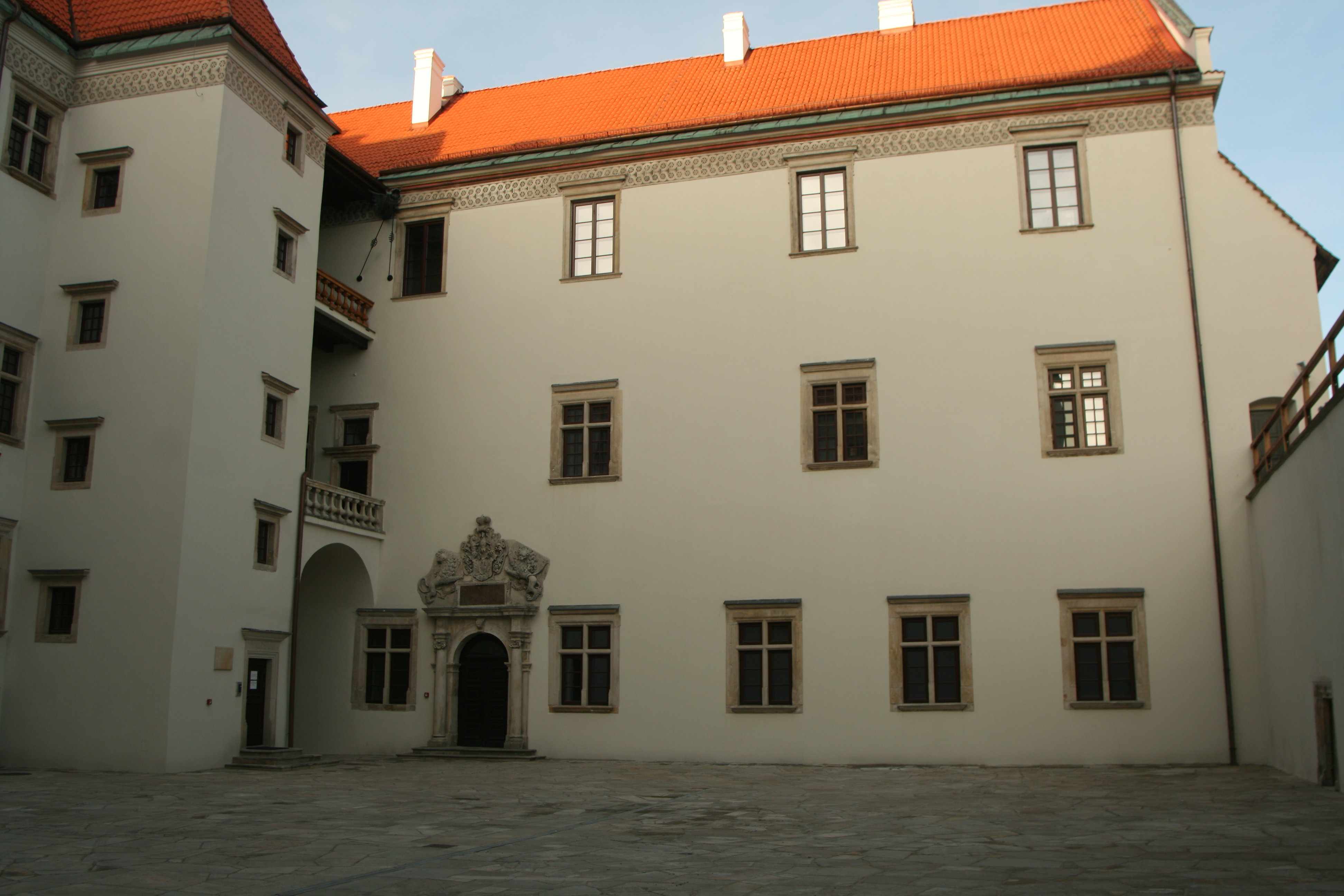
Dziedziniec

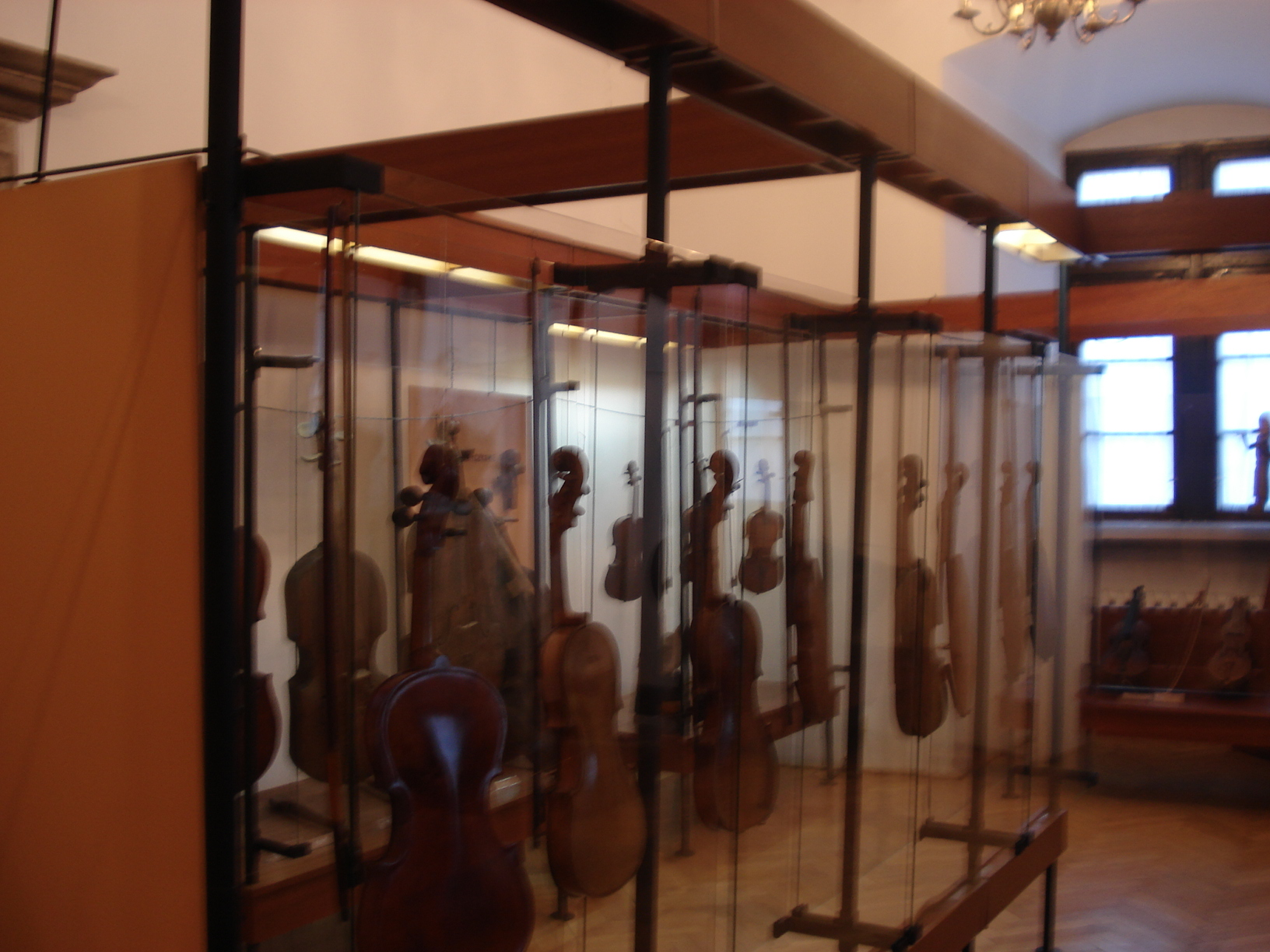
Fragment ekspozycji w muzeum

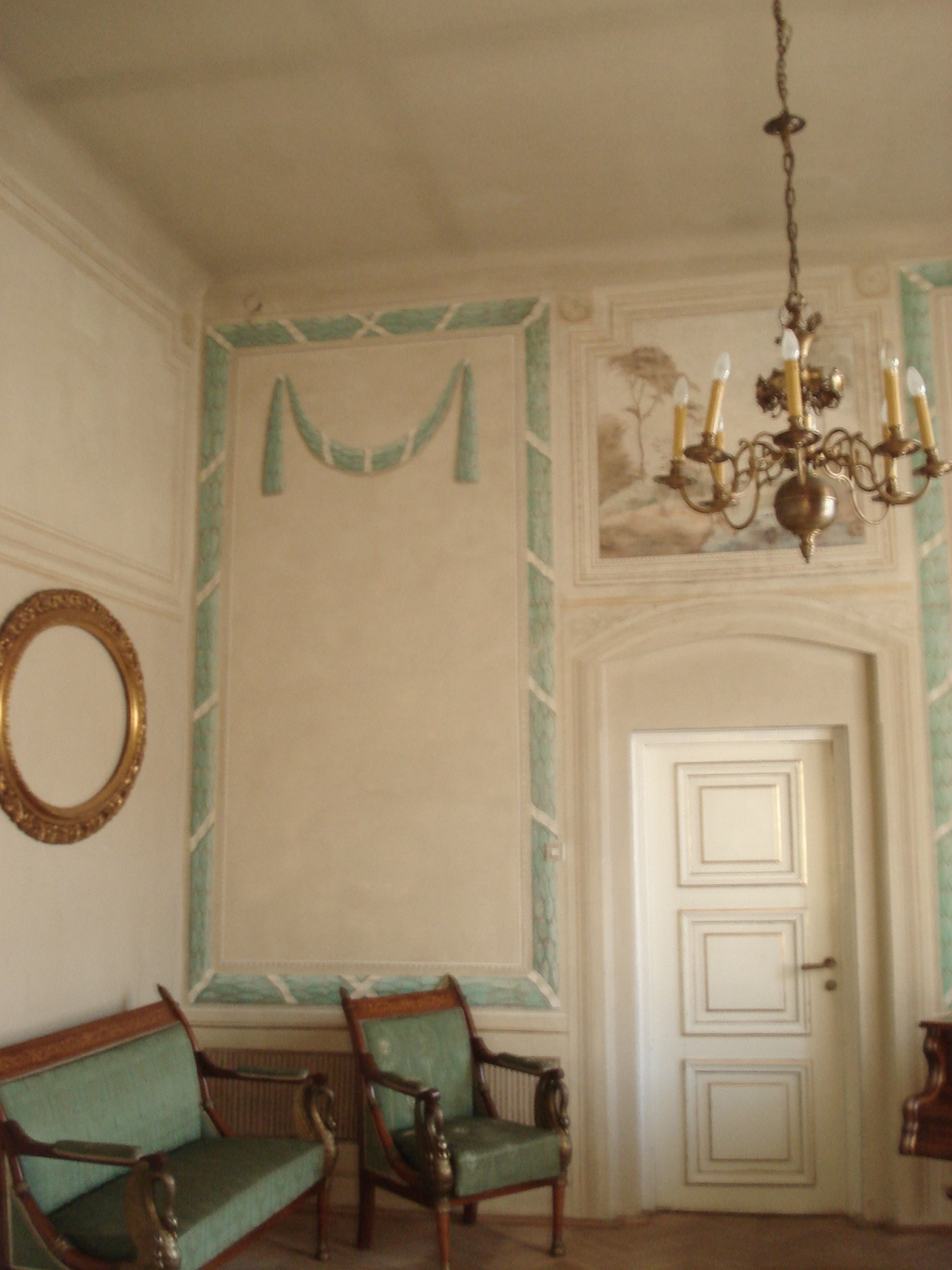
Zielony Salon

Zamek w Szydłowcu (Zamek Szydłowieckich i Radziwiłłów, Pałac Radziwiłłów) – zabytkowy zamek w mieście Szydłowiec.
Dawna gotycko-renesansowa rezydencja rodu Szydłowieckich i Radziwiłłów oraz księżnej Anny Sapieżyny będąca jednym z głównych zabytków miasta.
Wybudowany w przez Stanisława Szydłowieckiego w latach 1470–1480 na miejscu dawnego grodu rycerskiego rodu Odrowążów. W latach 1515–1526 nastąpiła przebudowa i rozbudowa gotyckiego zamku na renesansową rezydencję dokonana przez Mikołaja Szydłowieckiego podskarbiego wielkiego koronnego. 
Albrycht Władysław Radziwiłł w latach 1619–1629 dokonał ostatniej przebudowy zamku w stylu późnorenesansowym i barokowym.
W 1802 zamek oraz dobra szydłowieckie zakupiła księżna Anna Sapieżyna Zamoyska, która odsprzedała go w 1828 skarbowi Królestwa Polskiego. Wkrótce potem został wydzierżawiony Maurycemu Engermanowi, który urządził tu skład piwa. Nieużytkowany od połowy XIX wieku popadał w ruinę, dopiero w latach 60. XX wieku miał miejsce pełny remont budowli. Zamek oddano miejscowym instytucjom publicznym, obecnie jest siedzibą Szydłowieckiego Centrum Kultury - Zamek oraz Muzeum Ludowych Instrumentów Muzycznych.

## Położenie
Zamek w Szydłowcu położony jest w zachodniej części miasta, w rozlewiskach rzeki Korzeniówki. Otoczony jest on fosą oraz zieleńcem zwanym Parkiem Radziwiłłowskim lub Ogrodem Zamkowym. Zamek szydłowiecki należy do budowli typu nizinnego, jego cechą charakterystyczną było maksymalne wykorzystanie przeszkód naturalnych, jakie występowały na terenie płaskim i nisko położonym. Wśród tych przeszkód należy wymienić mokradła, bagna, rzeki oraz wody wolnostojące. Przy budowie grodu brano pod uwagę te elementy ukształtowania terenu, które mogły jak najbardziej utrudnić bezpośredni do niego dostęp i maksymalnie zwiększyć szanse obrony. Wyspa zamkowa położona jest na wysokości 216 metrów nad poziom morza.

## Historia

### XIII w.
W XIII w., na terenie obecnego zamku istniał rycerski gród rezydencjonalny, będący zarazem ośrodkiem miejscowych włości. Być może na przełomie 1259/1260 gródek i leżąca obok wieś służebna zostały zniszczone podczas drugiego najazdu tatarskiego, podobnie jak pobliski Wąchock, Skaryszew, Iłża czy Sulejów. Gród chronił przeprawy przez Korzeniówkę na lokalnym szlaku Końskie – Wierzbica – Iłża. Jego pierwotny wygląd nie jest znany, wiadomo jedynie że zbudowano go na sztucznie usypanej wyspie umocnionej drewniano-ziemnymi konstrukcjami z sosnowych dranic wspartych drewnianymi palami, które otaczały drewnianą zabudowę mieszkalno-gospodarczą. Do następnej, słabo rozpoznanej fazy budowy grodu-zamku, należą XIV–XV-wieczne mury z nieregularnego kamienia ułożone na pionowo wbitych palach, których resztki znaleziono pod dziedzińcem. W dokumencie nadania praw miejskich z 1427 budynek ten wymieniony jest jako curia rodu Szydłowieckich. Fundatorem zbudowania niewielkiego, murowanego dworu mógł być Jakub Szydłowiecki.

### Gotyk
W latach 1470–1480 Stanisław Szydłowiecki, kasztelan żarnowski i radomski, wzniósł murowany zamek złożony z budynku mieszkalnego, zwanego dworem i oskarpowanej wieży bramnej, połączonych murami obronnymi (początkowo mógł być to wał z częstokołem). Dojazd do strażnicy prowadził przez most stały i zwodzony. Dom mieszkalny zbudowany z kamienia, na planie prostokąta, miał na wszystkich czterech kondygnacjach po trzy pomieszczenia w jednym trakcie. W podziemiu pomieszczenia były sklepione, a na wyższych piętrach kryte drewnianymi stropami. W 1964 odsłonięto wschodnią elewację budynku. Widać w niej parę półkolistych wnęk opartych na kamiennym kroksztynie i dwa okienka w kamiennych obramieniach o ściętych krawędziach, które doświetlały klatkę schodową. Na piętro wchodziło się od dziedzińca po drewnianych schodach zewnętrznych, podobnie na wieżę, poprzez ganek na murze obronnym. Od strony fosy znajdowały się małe wykusze, używane jako miejsca ustępowe. Budynek był tynkowany, a naroża miał malowane w szaroniebieskie bonie, malowana była też kamieniarka. We wnętrzach zachowały się odsadzki, ślady po gniazdach belek stropowych i kamienne portale wyznaczające pierwotne poziomy kondygnacji, a w przyziemiu od strony dziedzińca – okna obramowane kamiennymi ciosami o ściętych narożach. Dwór spełniał funkcje mieszkalno-reprezentacyjne. Wieża bramna zbudowana z miejscowego kamienia, trzykondygnacyjna, wsparta czterema narożnymi skarpami, w przyziemiu ma przejazd z ostrołukowymi otworami bramnymi, sklepiona krzyżowo.

### Renesans
Po śmierci Stanisława Szydłowieckiego w 1493, połowę miasta odziedziczył jego młodociany syn Mikołaj. Do około 1505 Szydłowcem zarządzał Jakub, starszy brat Mikołaja, który przez kilka lat przebywał na dworze królewicza Zygmunta. Pomiędzy 1514 a 1517 Mikołaj odkupił od swych krewnych odziedziczoną przez nich połowę Szydłowca i miejscowy zamek. Zaraz potem przedsięwziął wielką rozbudowę rodzinnego gniazda. Wzniesiono wówczas dwupiętrowe wschodnie skrzydło (główna część gmachu), wydłużono i dostosowano do niego gotycki dwór oraz wymurowano co najmniej dwie kondygnacje skrzydła zachodniego, które dostawiono do gotyckiej wieży bramnej. Czworoboczny dziedziniec został zamknięty od południa murem parawanowym oraz podniesiono go o około 1 metr i wyłożono brukiem. W reprezentacyjnej wschodniej części zamku umieszczono loggię widokową, która była jedną z pierwszych w Polsce realizacji tego rodzaju. Elewację budynku wschodniego i wieży obiegał kamienny gzyms malowany w kolorach czerwono-niebieskim oraz fryz w formie plecionki z rozetami wykonany w technice sgraffito. Dekoracja sgraffitowa wypełniała też trójkątne szczyty tego skrzydła. Naroża budynków miały malowane bonie. Okna otrzymały kamienne obramienia o bogatych profilach i krzyżykowych podziałach.
Wokół stawu zamkowego, zgodnie z upodobaniami epoki, założono zwierzyniec. W ciągu około dziesięciu lat powstała wspaniała rezydencja utrzymana w nowym wówczas stylu renesansowym, godna podskarbiego wielkiego koronnego, którym w 1515 został Mikołaj, uprzednio kasztelan sandomierski i radomski. Na zewnątrz fosy na północny zachód od zamku znajdowały się gospodarcze zabudowania podzamcza. Przebudowa zamku pozbawiła go funkcji obronnych.
Zewnętrznej okazałości wczesnorenesansowej rezydencji odpowiadały wnętrza wyposażone w bogato profilowane portale, belkowo-kasetonowe głęboko profilowane stropy i wczesnorenesansowe, polichromowane stropy z kasetonami podwieszonymi między belkami, malowane fryzy, piece z wielobarwnych kafli pokrytych dekoracją geometryczno-roślinną i ceramiczne posadzki złożone z kwadratowych, dwubarwnych płytek polewanych. Zachowana kamieniarka świadczy, iż prace na zamku prowadzono w kilku fazach i wykonywały je różne warsztaty budowlano-kamieniarskie. Do najwcześniejszych należą okna w elewacji południowej skrzydła wschodniego i w wieży z późnogotyckimi motywami kryształów i laski oplecionej taśmą. Dekoracja okien i portali w formie skręconego sznura, kimationu, ząbków i dzbanuszków ma charakter wczesnorenesansowy. Należą do nich również bezgzymsowe portale z herbem Odrowąż na czerwono malowanej tarczy. Na jednym z obramień okna w trzeciej kondygnacji starego budynku zachowała się wykuta łacińska inskrypcja, stanowiąca parafrazę pierwszego wersu Psalmu 71 z Księgi Psalmów Starego Testamentu (W Tobie Panie mam nadzieję, niech nie będę pohańbiony na wieki).
Autorstwo polichromii przypisuje się malarzom zatrudnianym przez Szydłowieckich: Stanisławowi Samostrzelnikowi oraz drugiemu, znanemu pod imieniem Piotr. Pierwszy w latach 1511–1530 związany był z Krzysztofem Szydłowieckim, z którym odbywał podróż do Wiednia w 1515. Malował on zapewne fryzy w skrzydle północnym. Fryzy w pomieszczeniach na trzeciej kondygnacji starego budynku wypełniają herby na tarczach w kolistych obramieniach (Jastrzębiec, Sulima oraz Odrowąż i Łabędź), a także pary delfinów podtrzymujących koronę, rozety kwiatowe i ornamenty roślinne. Są to herby rodzinne Mikołaja Szydłowieckiego. Inny fryz z uskrzydlonych główek aniołków w koronie oraz liści i motywów roślinno architektonicznych obiegał wielką sale na najwyższej kondygnacji. Natomiast malarz Piotr, sprowadzony z Królewca do Małopolski w 1526, namalował prawdopodobnie fryz w skrzydle wschodnim (zachował się we fragmentach), z arkadami na kolumienkach i perspektywami renesansowych ogrodów. Malarz ten, pracujący dla księcia pruskiego Albrechta Hohenzollerna, przybył na prośbę braci Szydłowieckich, aby ozdobić ich zamki w Szydłowcu i Ćmielowie.

### Barok

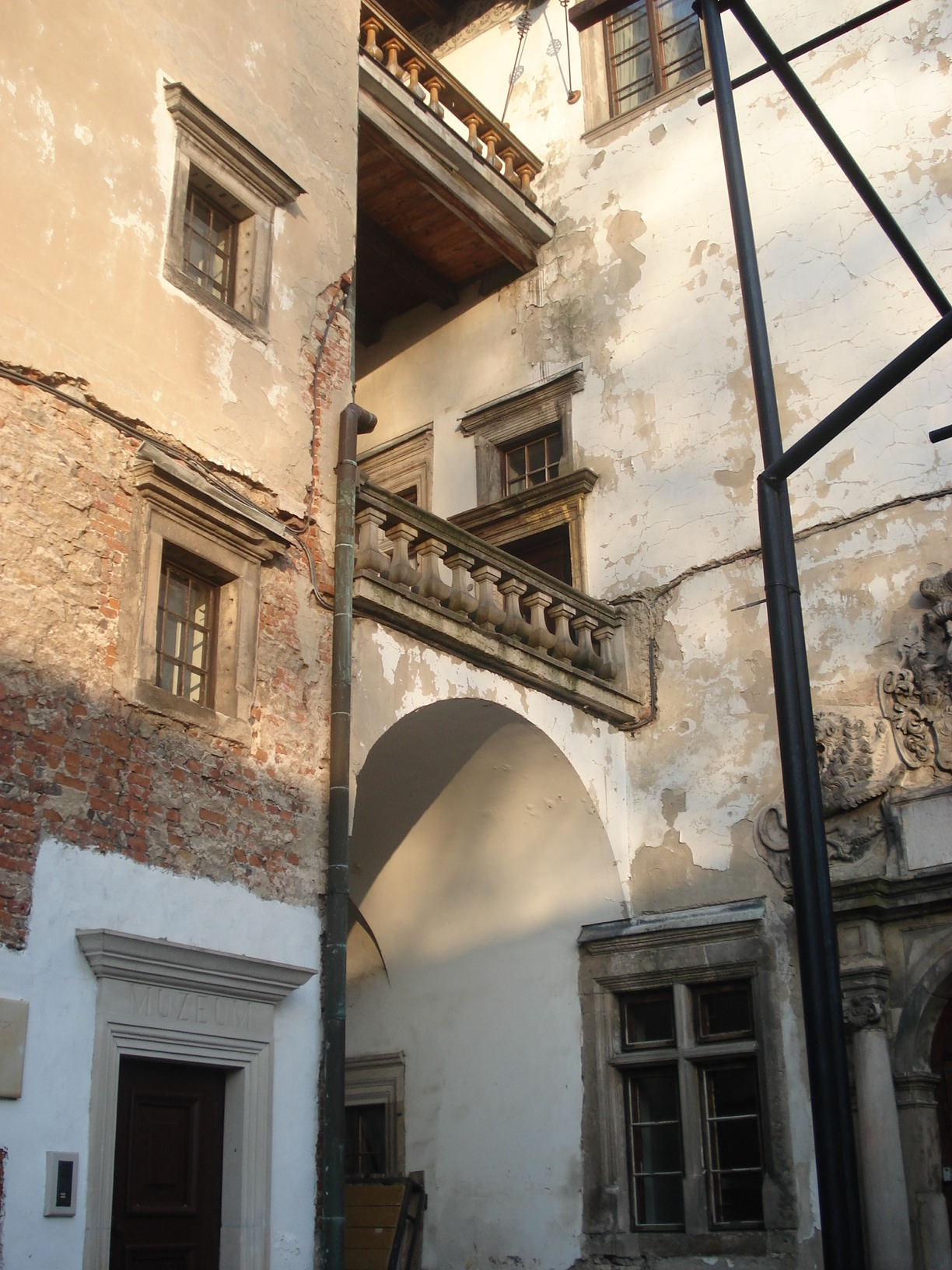
Loggia

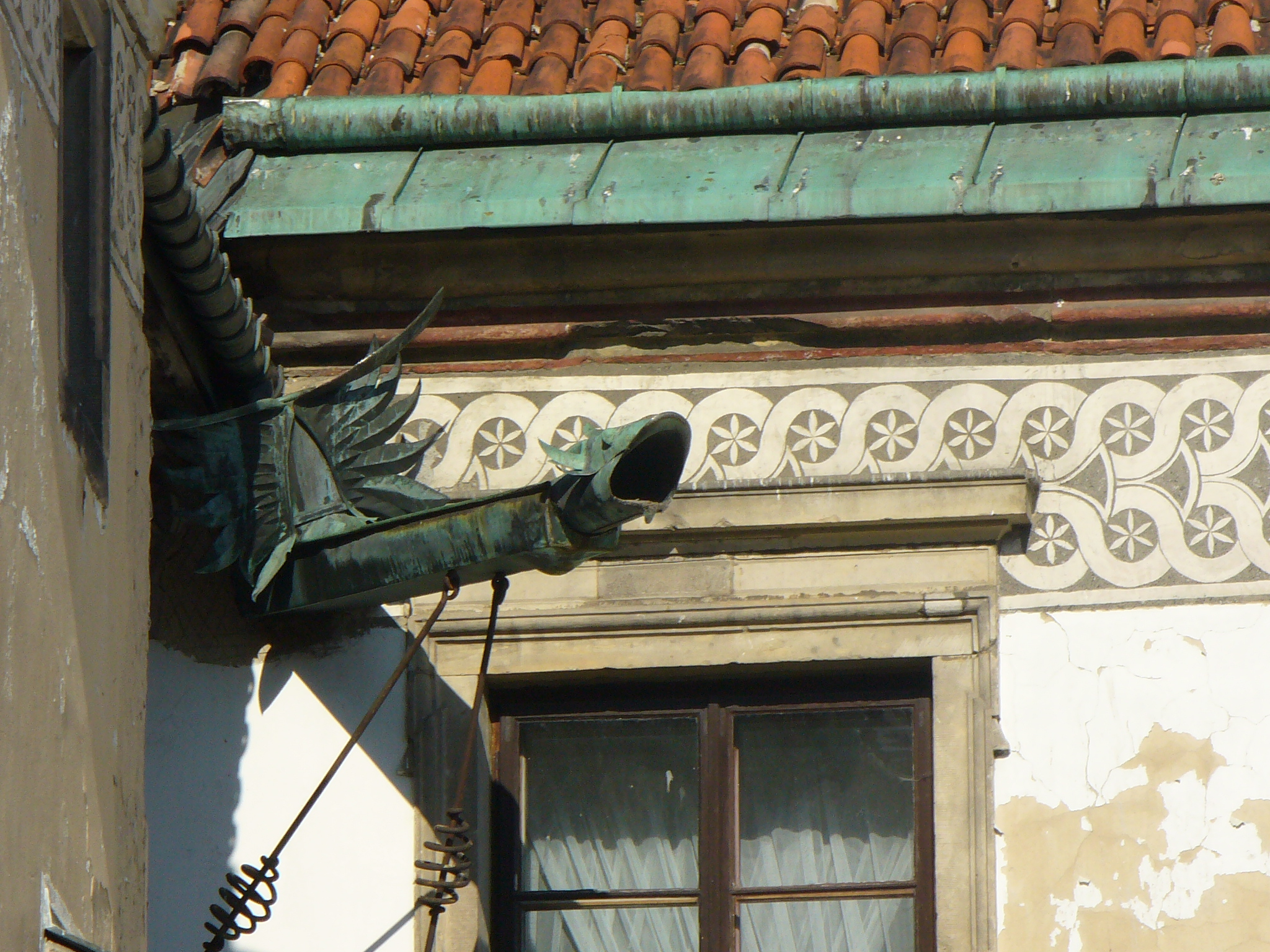
Rzygacz zamkowy

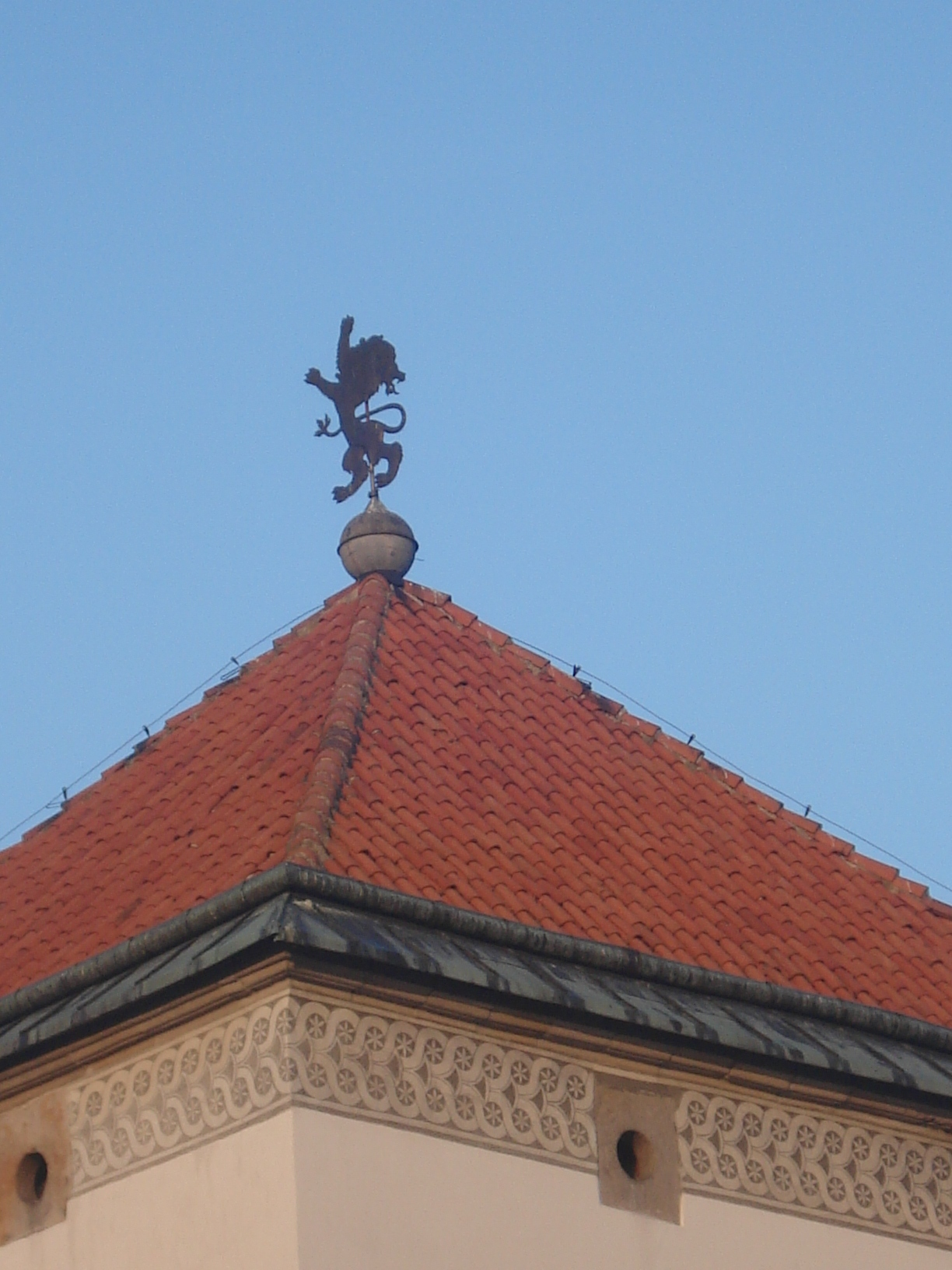
Lew na wieży

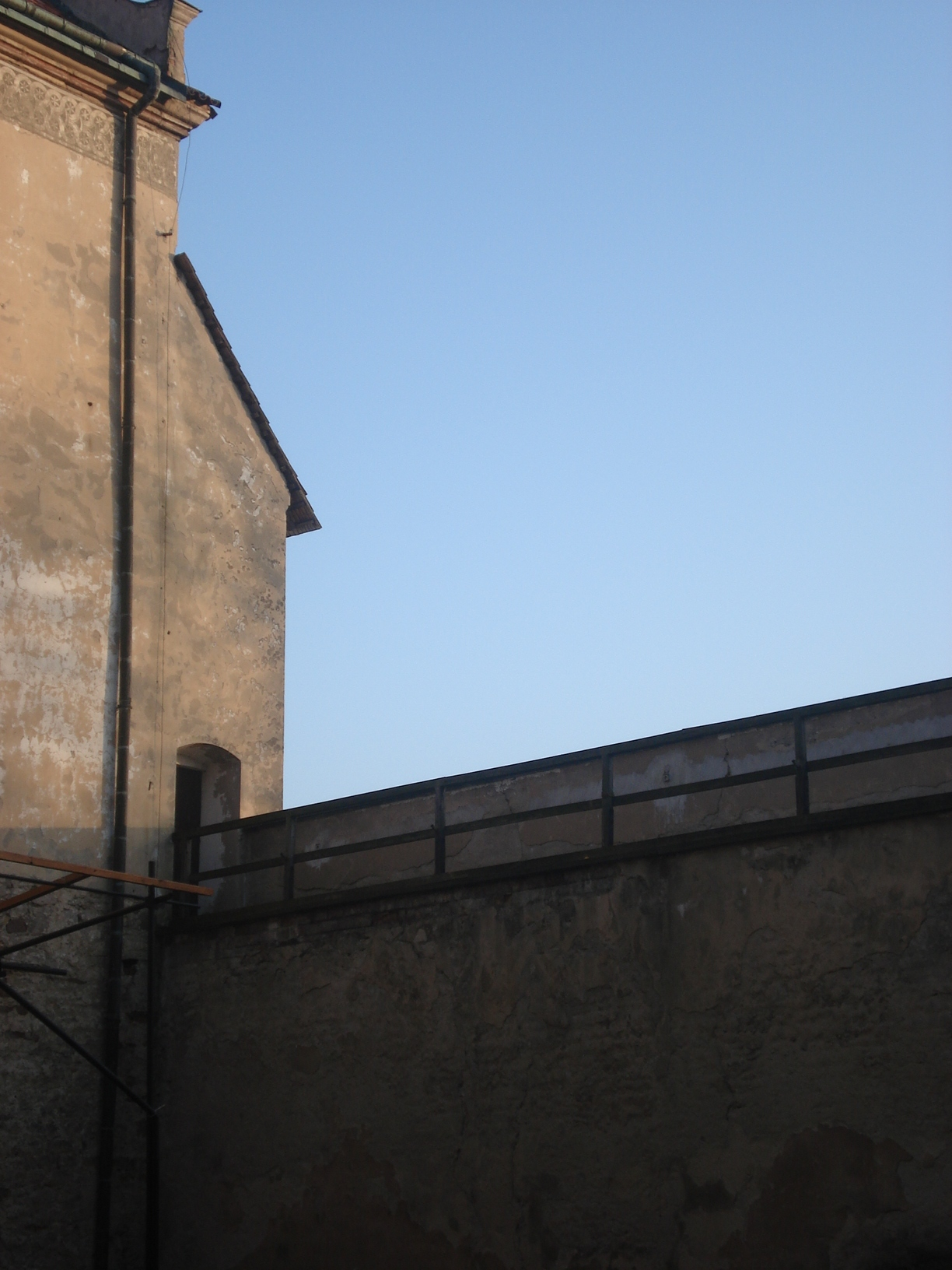
Mur kurtynowy

W 1548 dobra szydłowieckie, wraz z zamkiem, przeszły w posiadanie Radziwiłłów, poprzez małżeństwo córki Krzysztofa, Elżbiety, z Mikołajem „Czarnym” Radziwiłła z linii nieświesko-ołyckiej. Pierwsi Radziwiłłowie rzadko i krótko bywali w Szydłowcu, w zamku rezydował jedynie pański namiestnik. Nowi właściciele miasta „hrabiowie na Szydłowcu” również dokonali przebudowy i rozbudowy zamku. Szczególna rola w modernizacji rezydencji przypadła urodzonemu w Ćmielowie Mikołajowi Krzysztofowi Radziwiłłowi, który dziedzicząc hrabstwo szydłowieckie okazywał dla Szydłowca szczególne zainteresowanie, o czym świadczą jego częste pobyty w mieście.
Śladem pierwszych prac była płyta żeliwna do kominka z datą 1585, ostatnia wzmianka o niej pochodzi z 1936 oraz portale w sieni na I piętrze skrzydła wschodniego. Jednak główne prace rozpoczęły się w 1600, kiedy Radziwiłł skierował do Szydłowca Kaspra Fodygę i jego współpracownika Hanusza, zatrudnionych wcześniej przy budowie zamku w Nieświeżu. W pracach warsztatu budowlano-rzeźbiarskiego wzięli udział Jan Poniatowski i Sebastian Młoski; ich sygnatury i data 1602, odkryte w latach 1969–1972 na filarach w pomieszczeniach parteru i I piętra, poświadczają budowę sklepień. Usunięto wówczas renesansowe stropy oraz malowane fryzy (ich resztki zachowały się w pachach sklepiennych sieni na piętrze).
Poprzez dostawienie od strony dziedzińca wieżyczki z klatką schodową zmieniono komunikację w najstarszej części zamku, a poprzez narożne ganki uzyskano połączenie ze skrzydłem wschodnim. Reprezentacyjny charakter tego skrzydła podkreślono loggią założoną między komunikacyjnymi wieżyczkami, zaś w narożnikach budynku wschodniego wzniesiono bastiony, które na poziomie II piętra pełniły funkcję tarasów widokowych. Jeden z nich skierowany był na Stare Miasto z kościołem farnym i ratuszem, drugi na Skałkę i Składów z kościołem szpitalnym. Na parterze, po prawej stronie środkowej sieni, znajdowała się wielka sala kuchenna ze sklepieniem wspartym na filarze, której odpowiadała na piętrze komnata z kominkiem w architektoniczno-rzeźbiarskiej oprawie z herbem Radziwiłłów, na najwyższej kondygnacji mieściły się prywatne apartamenty. Zapewne w tym czasie wzniesiono nowe, trzykondygnacyjne skrzydło zachodnie (przy budowie, którego wykorzystano mur obronny), z klatką schodową pośrodku i dwoma pomieszczeniami po bokach, na parterze sklepionymi. Na piętrze, poprzez salę oświetloną podwójnym oknem, wchodziło się do kaplicy w wieży bramnej, w której w 1608, wykuto wnękę na ołtarz, wyposażony przez Radziwiłła w krucyfiks i lichtarze. Z północno-zachodnim pomieszczeniem, prawdopodobnie skarbcem, sąsiadował wąski korytarzyk prowadzący do wzniesionego w tym czasie łącznika ze starym budynkiem i do latryny. Uwieńczeniem Mikołajkowych inwestycji był monumentalny portal wejściowy w formie arkady z parą kolumn po bokach. W bogato rzeźbionym kartuszu herbowym podtrzymywanym przez lwy znajduje się orzeł – herb Mikołaja Krzysztofa Radziwiłła, na którego piersi jest tarcza podzielona na cztery pola z herbami: Trąby – Radziwiłła; Odrowąż – jego matki Elżbiety Szydłowieckiej, otoczony wężem pożerającym własny ogon; Tarnawa – Zofii Targowickiej z Targowisk herbu Tarnawa – babki macierzystej; Dąbrowa – Anny z Kiszków herbu Dąbrowa – babki ojczystej.

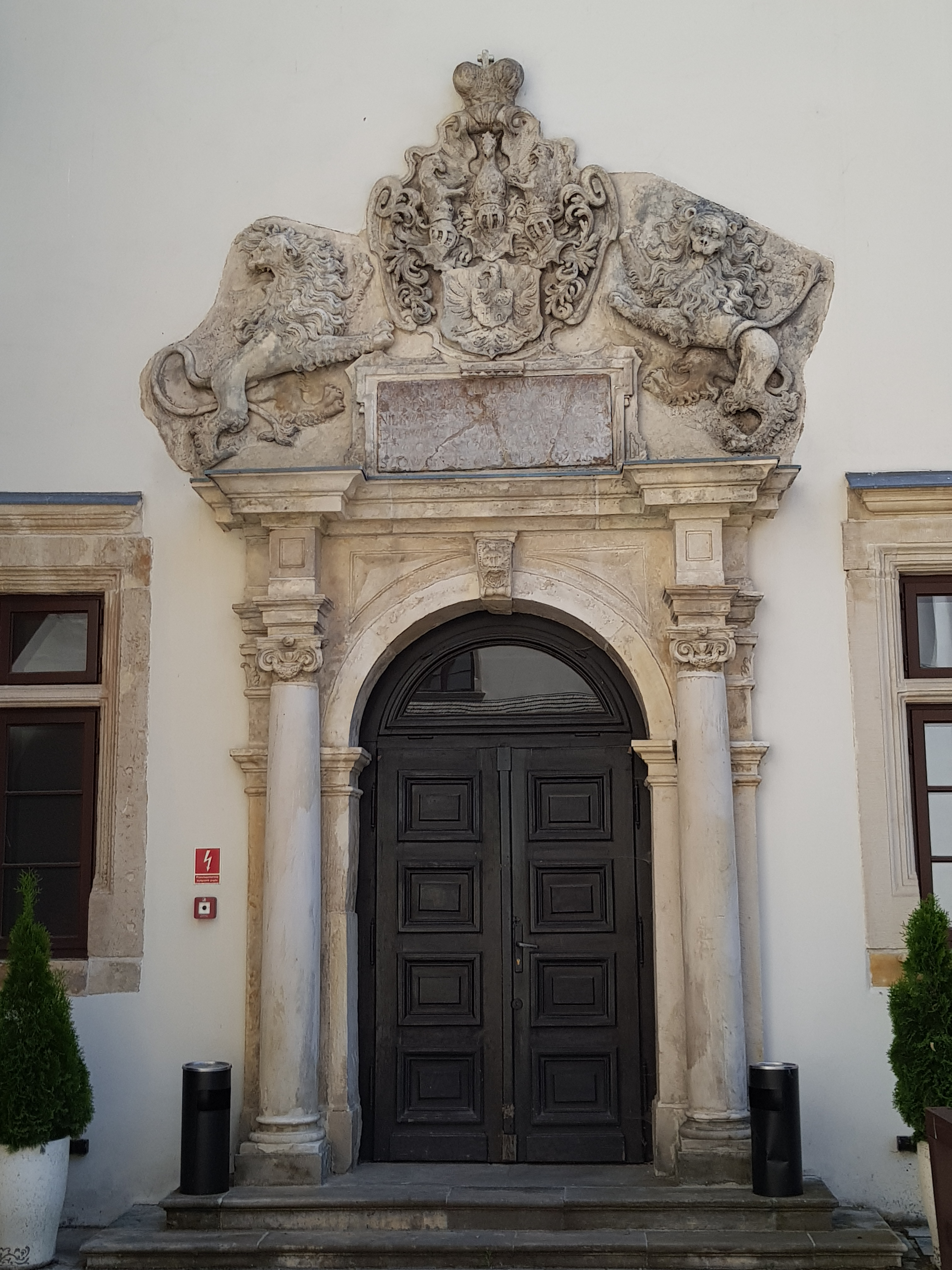
Barokowy portal z herbem
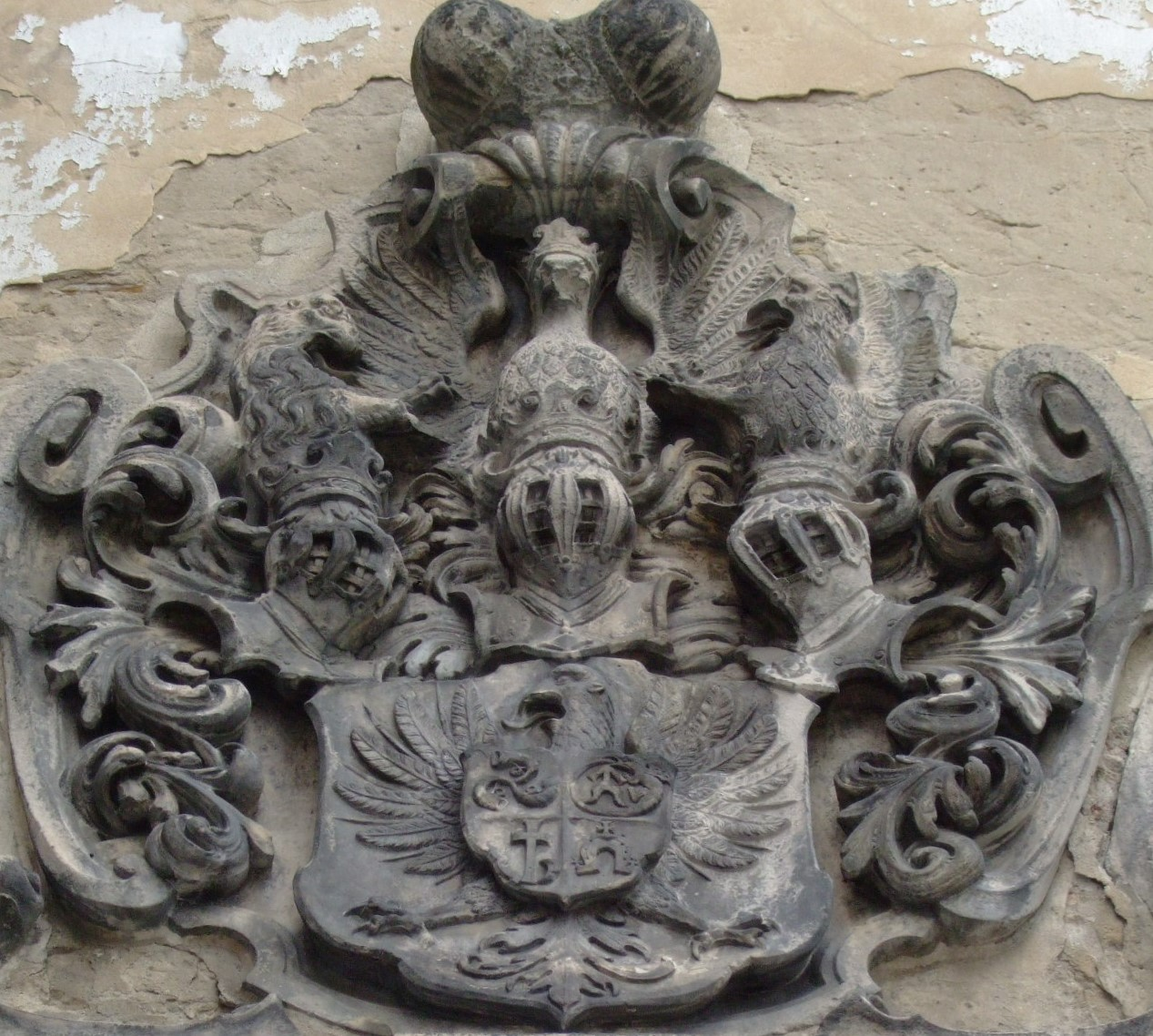
Herb Mikołaja Radziwiłła
Orzeł i Trąby Mikołaja Radziwiłła
Odrowąż Elżbiety Szydłowieckiej
Tarnawa Zofii Targowickiej
Dąbrowa Anny z Kiszków

Po śmierci Mikołaja prace na zamku od około 1618, kontynuował syn Sierotki, kanclerz litewski Albrycht Władysław Radziwiłł. Do 1624, budową kierował budowniczy Jan Herbek, obywatel Szydłowca. Pomieszczenia I i II piętra połączono wówczas amfiladą, a otwory drzwiowe opatrzono kamiennymi portalami z lustrami pod gzymsem. Zmieniono także okna II piętra wprowadzając piaskowcowe obramienia z uszakami, bez krzyżykowych podziałów. Jednolity wygląd nadał zamkowi fryz sgraffitowy pod gzymsem, powtórzony na wszystkich elewacjach. Sień na parterze skrzydła północnego północnego kaplicę ozdobiono sztukaterią. Ściany kaplicy wieńczy fryz pokryty dekoracją roślinną, a kopułę zdobią profilowane gzymsy palmetowe, żebra w układzie promienistym i motywy serca; w narożnikach znajdowały się drewniane tarcze herbowe Albrycht Władysława i jego żony. Ołtarz w kaplicy przeniesiono ze ściany wschodniej na południową, naprzeciw loży w ozdobnym obramieniu z piaskowca, dostępnej z 2 piętra skrzydła zachodniego. Twórcą polichromii w kaplicy był prawdopodobnie Tomasz Regius, którego ślady malarstwa istniały do czasów ostatniego remontu, choć pierwsze prace na zamku, mógł wykonać zmarły w 1623 malarz Jan Gładkowski. Prace na zamku zakończono w 1629, co poświadcza tablica dodana przez Albrychta Radziwiłła w portalu.

### Klasycyzm

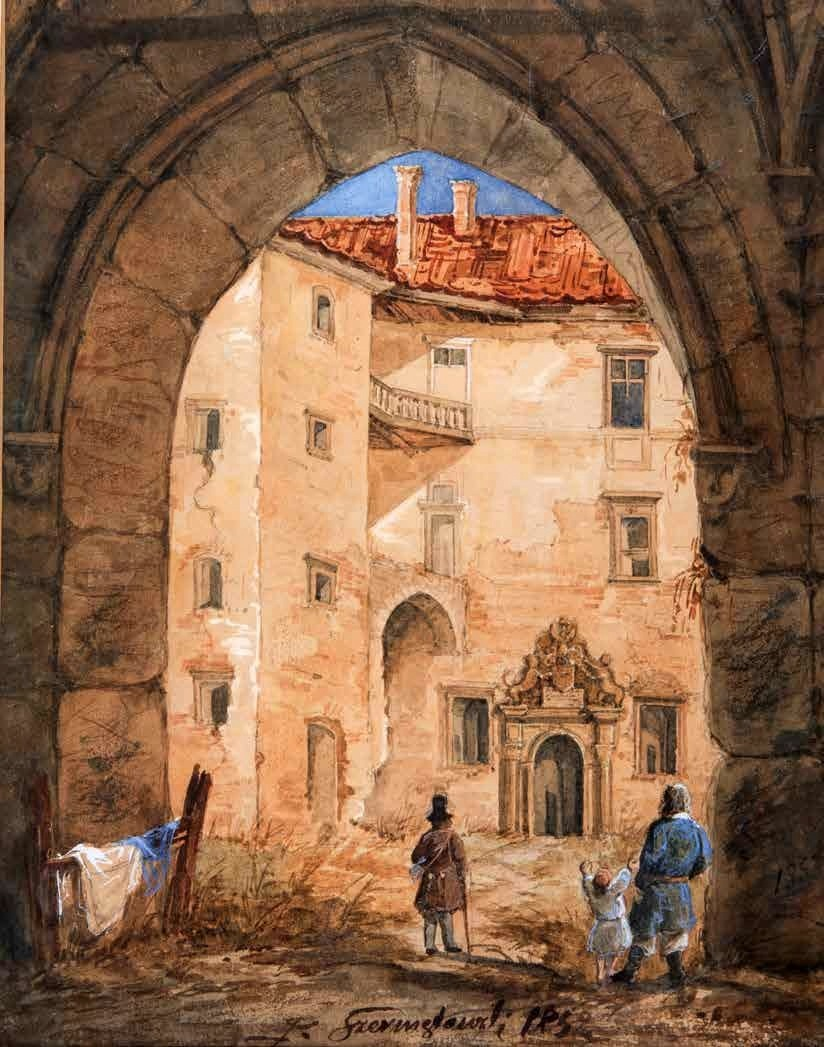
Akwarela Szermentowskiego „Dziedziniec zamku w Szydłowcu”

Mikołaj Radziwiłł, pułkownik wojsk litewskich oraz jego żona Maria z Gawdzickich, mieszkający w zamku od 1788, dokonali nowego urządzenia wnętrz na II piętrze skrzydła wschodniego. Od południa mieściły się apartamenty mieszkalne, od północy zaś wielki salon. Wnętrza otrzymały dekorację malarską oraz wystrój sztukatorski, wprowadzono kominki, piece i ozdobne posadzki w tafle i trójkąty. Komunikację między piętrami zapewniły schody przebite przez sklepienie. Być może w tym czasie przesunięto na obecne miejsce w skrzydle wschodnim portal wejściowy oraz wybudowano wielką klatkę schodową z 67 stopniami wokół modrzewiowego słupa, prowadzącą z sieni na piętro i widoczną na najstarszym planie zamku z 1848. Portal wejściowy pokazuje akwarela Józefa Szermentowskiego pod tytułem „Dziedziniec Zamku w Szydłowcu”.
Po bezpotomnej śmierci ostatniego Radziwiłła z linii Mikołaja – Macieja, Szydłowiec kupiła w drodze licytacji w 1802 Anna Sapieżyna, która kontynuowała urządzanie wnętrz zamkowych. Ich śladem jest empirowa dekoracja saloniku w apartamencie mieszkalnym na II piętrze skrzydła wschodniego, w formie panneau w obramieniach z wieńców laurowych wypełnionych motywami pejzażowymi (supraporty i medalion) oraz zwisami laurowymi. Pozostałości dekoracji malarskiej zachowały się również na III kondygnacji w skrzydle północnym, w postaci fryzu złożonego z tryglifów i metop wypełnionych panopliami i postaciami ludzkimi oraz ram ozdobionych wicią roślinną i perełkami, wydzielających prostokątne pola. W 1828 Anna Sapieżyna odsprzedała rządowi Królestwa Polskiego dobra szydłowieckie wraz z zamkiem.

### Upadek
Zamek, który wszedł w skład dóbr rządowych, niszczał od lat trzydziestych XIX w. Zamierzano urządzić w nim fabrykę sukna lub szkołę. W 1847 przeniesiono wyposażenie kaplicy zamkowej do kościoła św. Zygmunta. Zamek był częściowo zamieszkany i użytkowany na Skład Zbożowy Dzierżawcy Dóbr Rządowych. W czasie powstania styczniowego na zamku mieścił się lazaret. W 1863 zamek przeszedł pod zarząd Mortiza Engemana, który urządził tu skład piwa. Podczas I wojny światowej w 1915 zdjęto dachówkę, aby pokryć nią kościół farny.
W 1919 powołano komitet opieki nad zabytkami w Szydłowcu, w skład, którego weszli przedstawiciele Rady Miejskiej wraz z burmistrzem, dozór kościelny, architekt powiatowy oraz konserwator okręgu radomskiego. Zamek uznano formalnie za zabytek w 1922. Budynek, dzierżawiony przez Edmunda Engemana, był bliski ruiny. Nieszczelne dachy, łatane gontem i blachą, spowodowały zawalenie się stropów II piętra i uszkodzenie sklepień. Zamek był zagruzowany, pozbawiony stolarki i oszklenia, posadzek i podłóg. Bieżącym remontom poddawano tylko skrzydło zachodnie, w którym na parterze były magazyny, a piętro wykorzystywano jako salę teatralną oraz na zabawy obywatelskie i straży ogniowej. Społeczną opiekę nad zamkiem sprawowało Towarzystwo Gimnastyczne „Sokół”, dzięki któremu w 1927 ze środków rządowych wykonano prace remontowe. Po przejęciu przez Skarb Państwa, zamek wydzierżawiono na cele kulturalno-oświatowe Stowarzyszeniu „Związek Strzelecki” (lata 1933–1938). Naprawiono wówczas wiązania dachowe i gzymsy, dachy pokryto dachówką, usunięto gruz, wygrodzono teren dawnego zwierzyńca. Przejęciem zamku zainteresowany był radomski oddział PTK, który zamierzał urządzić w nim muzeum regionalne, dokumentujące kulturę ludową powiatów opoczyńskiego i koneckiego oraz dzieje miast prywatnych w regionie sandomierskim.
23 września 1942, hitlerowcy przystąpili do likwidacji getta w Szydłowcu. Większość Żydów poprowadzono na stację kolejową wywieziono do Treblinki. Z uwagi na dużą liczbę osób przebywających w mieście, około 5000 tymczasowo osadzono w zamku, gdzie mieli czekać na kolejny transport. Część uwięzionych podjęła próbę ucieczki, jednak do lasu dobiegli nieliczni. Reszta przetrzymywanych w zamku została wywieziona do Treblinki następnym transportem. W mieście pozostała grupa około 80 żydowskich robotników, która grzebała zwłoki zmarłych, została także wymordowana.

### Odbudowa
Zdewastowany i użytkowany niezgodnie ze swym charakterem od przeszło 100 lat, zamek poddano gruntownym pracom konserwatorskim. Prace rozpoczęto w latach 1950–1952 od rekonstrukcji loggii frontowej i nowych schodów zewnętrznych, następnie odremontowano skrzydło zachodnie i wieżę, w przyziemiu której odtworzono sklepienie krzyżowe. Dokonano wówczas odkrycia belkowo-kasetonowych stropów w najstarszej części zamku. Główne prace remontowe i adaptacyjne przeprowadzono w latach 60. i 70. XX w., poddając konserwacji m.in. zabytkową kamieniarkę portali i okien oraz polichromie. Zrekonstruowano też zewnętrzne sgraffita i częściowo strop kasetonowy oraz malowane fryzy.
W odremontowanym skrzydle zachodnim zamku, oddanym do użytku w połowie 1963, otwarto dom kultury, a w 1970 swoje miejsce na zamku znalazła biblioteka publiczna. Od roku 1965 pracowała na zamku Międzywojewódzka Pracownia Konserwacji Dzieł Sztuki, wykonując konserwację muzealiów i zabytków ruchomych z województw kieleckiego i radomskiego. W 1968 pomieszczono również Muzeum Ludowych Instrumentów Muzycznych. Muzeum otwarte w maju 1975, stało się pierwszą w Europie placówką specjalistyczną, obejmującą swym zasięgiem obszar jednego kraju.

## Architektura
Zamek w Szydłowcu jest dwupiętrowy, trójskrzydłowy (dziedziniec od południa jest zamknięty murem), położony jest na planie nieco nieregularnego czworoboku. Budynek otynkowany jest na biało i kryty czerwoną dachówką, wybudowany z piaskowca, ze śladowymi ilościami cegły. Z naroży budynku, wychodzą miedziane gargulce w formie skrzydlastego smoka.
Fryz sgraffitowy to zwieńczenie elewacji zamkowych o szerokości 77 centymetrów, obiega on ściany dziedzińca oraz fasad zewnętrznych wraz z południowymi i północnymi szczytami. Oryginalne warstwy zachowały się na szczycie południowym i północnym oraz fragmentami na ścianach dziedzińca, ściany północnej oraz wokół wieży. Sgraffito nie posiada domieszki cegły tłuczonej.

### Skrzydło wschodnie
Skrzydło wschodnie położone jest na planie długiego prostokąta, skrzydło jest trzykondygnacyjne, jednotraktowe o rozmiarach około 55 × 14 m. Elewację budynku wschodniego obiega gzyms malowany w kolorach czerwono-niebieskim oraz fryz w formie plecionki wykonany metodą sgraffitową.

#### Elewacja wschodnia
W elewacji wschodniej, do części środkowej skrzydła, przylegają kwadratowe wieżyczki, pełniące funkcje komunikacyjne między piętrami. Reprezentacyjna wschodnia część zamku, z dwoma dobudowanymi wieżyczkami, zwrócona ku fosie, została przyozdobiona efektowną loggią widokową o trzech arkadach, najwcześniejszą tego typu konstrukcją w Polsce. Wczesnorenesansowa loggia, której zadaszenie wsparte jest na dwóch kolumnach, zwrócona jest w stronę parku. Na pierwszej kondygnacji łączy się z rozległymi schodami z ażurową balustradą, podobna kamienna balustrada znajduje się na narożnych bastionach, które wychodzą z północnego i południowego narożnika skrzydła wschodniego.
Elewacja wschodnia zawiera ślady tynków imitujących rustykę oraz gzyms wieńczący ze śladami polichromii (czerwień pochodzenia ziemnego i azuryt). Znajdują się tam również dekoracyjne podziały w formie płycin w tynku pomiędzy kondygnacjami I i II piętra. W bastionie południowo-wschodnim mieści się okienko strzelnicze dla broni palnej oraz portal z żelaznymi drzwiami i herbem Odrowąż.

#### Elewacja zachodnia
Elewacja zachodnia, skrzydła wschodniego, położona jest od strony dziedzińca zamkowego, połączona jest ze skrzydłem północnym loggią. Okna pierwszej i drugiej kondygnacji posiadają kamieniarkę wewnątrz okienną w układzie krzyżykowym, ozdobione są renesansowymi obramieniami i gzymsami.
Na parterze, w wejściu do skrzydła znajduje się barokowy portal księcia Radziwiłła, wykonany z piaskowca szydłowieckiego. Na gzymsie wsparte dwa kamienne heraldyczne lwy, trzymające kartusz uwieńczony książęcą mitrą. Służy on za tło tarczy herbowej oraz trzem szyszakom z labrami i orłami wyrastającymi z ich koron. W tarczy herbowej radziwiłłowski orzeł, na którego piersiach mniejsza tarcza z herbami: Trąby, Odrowąż, Ślepowron i herb Wiśniowieckich (Korybut). Poniżej murowana płyta ujęta w ramy, na której wybity jest napis: ALBERTUS-RADZIWIŁŁ-DEI GRATIA-DUX IN OLICA-ET NIESWIESZ-S.R.J.P.COMES-IN SCHIDLOWIEC ET MHIR CASTELANUS TROCESIS CAPITANEUS SZERE-SZOWIENISIS AD 1629. Jego aktualne umiejscowienie jest wtórne.

#### Elewacja północna i południowa
Elewacje północna i południowa są ścianami bocznymi skrzydła wschodniego. W ich wieńczących szczytach znajdują się po dwa okienka otoczone fryzem sgraffitowym. Elewacja południowa na poziomie pierwszego piętra, łączy się z murem kurtynowym, jednak oddzielona jest od niego wysoką skarpą, natomiast północna elewacja przechodzi w elewacje skrzydła północnego. Okna posiadają kamienne obramienia o bogatych obramieniach z motywami kryształów i skręconego sznura oraz krzyżykowe podziały. Zwieńczenie drugiego piętra (oddzielające je od szczytu) stanowi miedziana blacha, która z upływu czasu przybrała kolor zielony.

### Skrzydło północne
Skrzydło północne ukazuje wyraźne rozwarstwienie na dwie części: zachodnią i wschodnią. Wątek części starszej od strony wschodniej wykonany jest z dużych obciosanych kamieni, uzupełnionych kawałkami cegły. Wątek części nowszej tworzą łupane, płasko kładzione kamienie. Część wschodnia skrzydła północnego to tak zwany dom gotycki, który pochodzi z pierwotnej budowli, następna część została dobudowana w czasach renesansu.

#### Elewacja północna
W elewacji północnej, w miejscu połączenia starej i nowej części zamki odkryto pierwotną ścianę zachodnią starszego budynku to znaczy szczytową i prostopadłą do ściany północnej z fragmentami ornamentu sgraffitowego. Równiej w części starszej zachowały się dwa kamienne kroksztyny będące pozostałościami po dawnych latrynach.
Okna w tej części budowli są nieregularnie ułożone, różnego typu i różnej wielkości, świadczy to o licznych rozbudowach i zmiany funkcji tej części zamku.
a. Do fasady dobudowana została w latach 60. XX wieku, podłużna kotłownia oraz magazyny. W dniu dzisiejszym jest to najbardziej zniekształcone i zaniedbane skrzydło zamku.

#### Elewacja południowa
Elewacja południowa skrzydła północnego jest mocno zróżnicowana stylowo, poprzez odkrycia z badań architektonicznych i archeologicznych zamku. Od starej części odchodzi ryzalit, pochodzący z czasów Radziwiłłów, zawiera on klatkę schodową ze schodami obiegającymi centralny filar. Ściany klatki schodowej zostały jedynie domurowane do ściany skrzydła północnego i nie były z nią przewiązane, spowodowało to odchylenie się wieżyczki od głównego budynku.
Na poziomie pierwszego i drugiego piętra ryzalit łączy się ze skrzydłem wschodnim poprzez loggię. Na pierwszym piętrze loggia posiada ażurowaną balustradę, pod loggią znajduje się łukowe przesklepienie, będące w połowie zamurowane. Do obu skrzydeł wchodzi się przez kamienne portale. Na klatkę schodową wchodzi się przez nowoczesne drewniane drzwi, podobne prowadzą do przyziemia. Główne wejście, także jest zmodernizowane, i prowadzi na rozległą klatkę schodową, prowadzącą na wyższe kondygnacje.
Okna posiadają kamienne obramienia, na parterze i pierwszym piętrze posiadają również krzyżykowe podziały. Na nadprożu jednego z okien znajduje się łacińska inskrypcja:IN THE DOMINE SPERAVI NON CONFUNDETUR IN AETERNUM PSALL, w prawie identyczną inskrypcję zaopatrzona jest chrzcielnica kamienna w kościele farnym z datą 1511.

### Skrzydło zachodnie
Skrzydło zachodnie łączy resztę zamku z wieżą bramną. Jego dokładna data budowy nie jest znana, najczęściej za fundatora podaje się Mikołaja Szydłowieckiego, ale niektórzy historycy mówią, że Elżbieta Szydłowiecka była jego fundatorką.

#### Elewacja wschodnia
Elewacja wschodnia, frontowa, od strony dziedzińca jest zmodernizowana na poziomie parteru, gdzie zamurowano okna i wstawiono nowe drzwi. W części pierwszego piętra wybito nowe okna. Widoczny jest także wyraźny uskok w grubości ściany na wysokości pierwszego piętra, kryty gontem, jest to ślad dawnego muru średniowiecznego. Na poziomie pierwszego piętra znajdują się okna z krzyżykowymi podziałami.

#### Elewacja zachodnia
Elewacja zachodnia jest jedną z najlepiej odnowionych zewnętrznych części zamku, obok wieży i muru kurtynowego. Odnaleziono i odtworzono rząd okien na parterze, oraz odrestaurowano całość kamieniarki. Na parterze i pierwszym piętrze okna posiadają krzyżykowe podziały.

#### Wieża bramna
Drugi z najstarszych budynków, wieża bramna, zbudowana jest na rzucie zbliżonym do kwadratu, podparta narożnymi szkarpami. W przyziemiu znajduje się gotyckie sklepienie krzyżowe z ostrołukowymi otworami wjazdowymi. Na piętrze znajduje się późnorenesansowa kaplica, zajmująca dawne dwie kondygnacje. Od wschodu, zachodu oraz południa na poziomie pierwszego piętra znajdują się okna z kamiennymi obramieniami o bogatych profilach i krzyżykowych podziałach, natomiast na poziomie drugiego piętra znajdują się okrągłe okna. Przy zwieńczeniu gzymsu znajdują się okrągłe otwory strzelnicze. Wieża zwieńczona jest kulą, na której usytuowany jest miedziany gryf.

### Mur kurtynowy
Mur kurtynowy zamyka od południa dziedziniec. Mur łączy wieżę bramną z budynkiem wschodnim, obecnie zachowane jest jedno wejście z kamiennym portalem. W murze od strony dziedzińca znajdują się ślady gzymsów, portali oraz różnych rzeźbionych herbów, będąc swoistymi lapidariami.

## Wnętrza
Wnętrza zamku w większości nie są udostępnione dla turystów, są one zróżnicowane stylowo, wystrojem oraz kompozycją.

### Parter
Pomieszczenia parterowe, należą do Szydłowieckiego Centrum Kultury, są to mało atrakcyjne sale, między innymi dlatego, że często zmieniały swoje funkcje, były przebudowywane i źle odremontowane. Skrzydło wschodnie zajęte jest przez bibliotekę, oraz salę kostiumową, gdzie znajdują się wszystkie stroje potrzebne do spektakli teatralnych.

#### Sala kinowa
Sala kinowa, zwana również kameralną przystosowana jest do potrzeb teatralnych oraz do wyświetlania filmów. Przy ścianie południowej znajduje się drewniana scena. W tym pomieszczeniu odbywają się przedstawienia teatralne, przeglądy konkursowe, wystawy pościeli oraz imprezy okolicznościowe. Salę kameralną przyozdabia wystawa rysunków przedstawiająca Szydłowiec w ołówku oraz wystawy tematyczne.

#### Kawiarnia
W skrzydle północnym znajduje się kawiarnia zamkowa, znajduje się w niewielkim pomieszczeniu pomiędzy klatką schodową i szatnią a łazienką oraz salą kinową. W tym pomieszczeniu znajdują się sztukaterie stiukowe, żebrowo-ramowe na suficie. W sezonie letnim czynny jest ogródek kawiarniany na dziedzińcu zamkowym.

#### I Komnata
W najstarszej części zamku, znajduje się pomieszczenie z drewnianym belkowym stropem profilowanym. W narożniku północno-wschodnim mieszczą się relikty kominka, w ścianie wschodniej, po odgruzowaniu pach sklepiennych sąsiedniej komnaty natrafiono na otwór przesklepiony odcinkiem zbliżonym do łuku kamieniarki, a poniżej na okienku typu strzelniczego w obramieniu kamiennym o fazowanych narożach.

#### Czytelnia

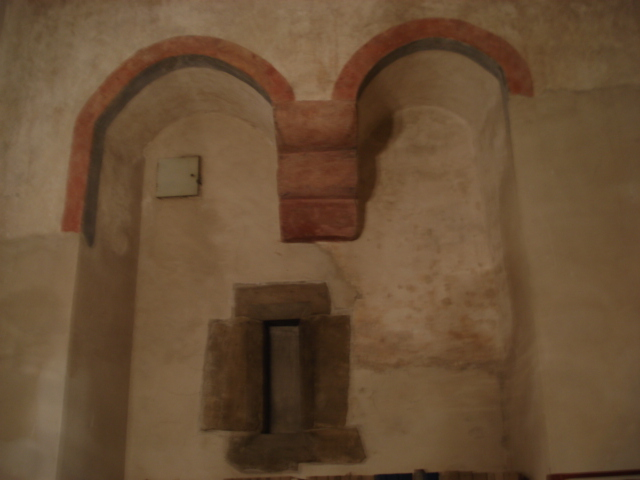
Półkoliste wnęki w Czytelni

W jednym z pomieszczeń skrzydła wschodniego urządzono czytelnię biblioteki publicznej, czytelnia zawiera zbiory regionalne oraz popularnonaukowe. W pomieszczeniu stwierdzono kilka poziomów bruku. Po odgruzowaniu pach sklepiennych między czytelnią a pokojem nad, odsłonięto lico pierwotnego domu gotyckiego ze śladem otworu większego i małym obramionym okienkiem typu strzelniczego. Na ścianie zachodniej występuje para półkolistych wnęk połączonych trójdzielnym masywnym kroksztynem kamiennym. W lewej wnęce okienko typu strzelniczego w kamiennym obramowaniu. W górnej partii ściany zachowała się oryginalna zaprawa w kolorze szarokremowym, ze śladami malowanych pasów nad łukami i nad nimi. Pasy nad łukami są w kolorze czerwieni z różem weneckim, pod łukami wykonane szarobłękitem. Na narożniku północno-zachodnim fragmenty boniowania z rysunkiem rytym, w kolorze szaroniebieskim.

#### Galeria
Pomieszczenie skrzydła wschodniego, do którego wchodzi się przez wyżej wymieniony barokowy portal wejściowy, należy do Szydłowieckiego Centrum Kultury i jest salą wystawową Ekspozycji ART. Pomieszczenie jest również miejscem rozpoczynania otwarć wystaw oraz związanych z nimi bankietów. W Galerii wystawiana jest sztuka artystów ludowych oraz ekspozycje związane z Szydłowcem. W pomieszczeniu znajdują się sklepienia kolebkowe ceglane z lunetami ostrołukowymi.

#### Biuro biblioteczne
Biuro biblioteczne jest miejscem, w którym załatwiane są główne sprawy biblioteki publicznej, znajduje się w nim ksero, starodruki oraz książki przeznaczone do introligatora. Niektóre pozycje książek, zwłaszcza regionalnych są udostępnione do sprzedaży. W pomieszczeniu zachowały się ślady koryt kanalizacyjnych. W przejściu pomiędzy galerią a biurem znajduje się portal z malowanym na czerwono herbem Odrowąż.

#### Biblioteka
Od 1990 roku, w strukturach SCK-Zamek działa biblioteka publiczna. Zbiory biblioteczne liczą ponad 60 000 woluminów, obejmują literaturę rozrywkową, naukową i popularnonaukową z różnych dziedzin wiedzy, księgozbiór o charakterze informacyjnym oraz bogaty zbiór wydawnictw regionalnych będących źródłem wiedzy o historii, geografii, turystyce, gospodarce i kulturze miasta i regionu. Wśród wielu cennych pozycji znajdują się w szydłowieckiej książnicy dzieła o wielkiej wartości i unikatowym charakterze. Architektura pomieszczenia bibliotecznego ogranicza się do centralnego filaru, na którym oparte jest sklepienie krzyżowe. Trzon filaru jest nieotynkowany, więc widoczny jest na nim kamień.

### I Piętro
Skrzydło zachodnie, oraz renesansowa część skrzydła północnego należy do Szydłowieckiego Centrum Kultury, natomiast skrzydło wschodnie i gotycka część skrzydła wschodniego należą do Muzeum Ludowych Instrumentów Muzycznych. Pomieszczenia I piętra są najciekawszymi salami na szydłowieckim zamku, jest to również ta część zamku, którą mogą w znacznej części oglądać turyści. Jednak skrzydło północne, w większości, to pomieszczenie dyrektorskie obu instytucji kulturalnych miasta.

#### Kaplica
Kaplica, położona jest na planie kwadratu, przykryta kopułą na pendentywach. Kopuła w kształcie połowy kuli ozdobiona jest stiukową dekoracją ramową, profilowaną, pokrytą dwoma rzędami wolich oczu i sznurami pereł, układających się w motywy serc. Dekoracja ta należy do typu lubelsko-kaliskiego, datowana na początek XVII wieku i znajduje liczne analogie w obiektach sakralnych Małopolski. Na ścianie wschodniej znajduje się otwór, ulokowany w miejscu pierwotnego ołtarza, do tego niewielkiego „pomieszczenia” służą dwie pary półokrągłych przejść, wewnątrz wnęki znajduje się rzeźbiony w murze aniołek, symbol galerii zamkowej.
Kaplica zbudowana jest z kamienia, sporadycznie występuje cegła. Kamienne obramowanie okna w ścianie północnej zostało osadzone dopiero po wyprawieniu ścian, wskazuje na to odmienny rodzaj tynku otaczającego obramowanie i fakt, że znajduje się on tylko w tym miejscu. Kaplica zamkowa jest również salą główną Galerii Kaplicy Zamkowej, która wystawia w niej obrazy oraz rzeźby.

#### Sala wystawowa
Sala wystawowa, jest boczną salą Galerii Kaplicy Zamkowej, jednak to w niej organizowane są otwarcia wystaw oraz przemówienia okolicznościowe. Jest to pomieszczenie, w którym odbywają się bankiety, konkursy wiedzowe, próby chóru miejskiego oraz teatrów, a także mniejszych koncertów oraz zebrań. Architektura tego pomieszczenia ogranicza się do przejścia do kaplicy, zwieńczonego łukiem półkolistym oraz ozdobnych portali do sąsiednich pomieszczeń. Historyczny charakter tego miejsca nadaje znajdujące się w nim pianino, stare kufry oraz świeczniki. W sali wystawowej eksponowane są dzieła pochodzące z plenerów oraz sztuka twórców ponadlokalnych.

#### Biuro
Jedno z pomieszczeń dyrektorskich Szydłowieckiego Centrum Kultury, do którego prowadzi ozdobny, późnogotycki portal wejściowy. Wewnątrz znajdują sklepienia krzyżowe oraz współczesne obrazy Szydłowca.

#### Komnata I
Sala dyrektora Muzeum Ludowych Instrumentów Muzycznych, zachował się fragment malowideł renesansowych na ścianie wschodniej i południowej, ściana północna przewiązana jest belką drewnianą, pomieszczenie nie jest udostępnione dla turystów.

#### Komnata II
Kolejne z pomieszczeń dyrektorskich Muzeum, widoczne są w nim ślady po pierwotnych belkach stropowych pierwotnego układu kondygnacji – domu gotyckiego. Na ścianie wschodniej widoczne są ślady malowideł. Wystrój wnętrz nawiązuje do XIX-wiecznych trendów pałacowych.

#### Sala kasetonowa

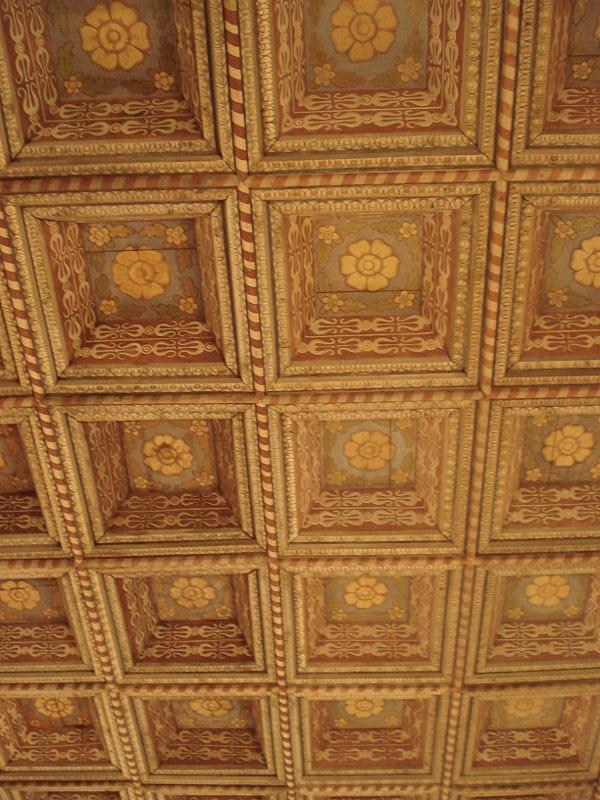
Polichromowany strop kasetonowy

Sala kasetonowa to jedno z najlepiej zachowanych pomieszczeń zamkowych. W ścianie północnej znajduje się otwór dawnej latryny (locus secreti), doświetlanej przez niewielkie okienko, w którym znajduje się witraż przedstawiający delfina. Zachowały się również polichromowane kasetony, wykonane w warsztacie polskim około 1526 roku. Na kasetonach widnieją przedstawienia ornamentalne o motywach roślinnych, uproszczony motyw owocu granatu, podwójna sześciopłatkowa rozeta, mała rozeta pięciopłatkowa, liście dębu i wole oczka. Ściany obiega fryz z motywem wici roślinnej, z rozetkami oraz herbami: Jastrzębiec i Sulima, datowany na pierwsze ćwierćwiecze XVI wieku. W ścianie wschodniej odnaleziono okno strzelnicze dużych rozmiarów. Wystrój wnętrz nawiązuje do XIX-wiecznych tradycji pałacowych. Jest to obecnie gabinet dyrektora Muzeum.

#### Sala ekspozycyjna
Sala ekspozycyjna Muzeum Ludowych Instrumentów Muzycznych przeznaczona jest do celów wystawienniczych. Na zachodniej ścianie tego pomieszczenia, stanowiącej livo domu gotyckiego widoczne są przemurowania: na osi portalu istnieje okienko o wymiarach 35 cm x 35 cm w obramieniu kamiennym. W Glifie okna północnego widoczne są ślady malowidła renesansowego.

#### Sala muzealna
Sala muzealna znajduje się w centrum dworu renesansowego, prowadzi do niej rozległa barokowa klatka schodowa. W sali znajdują się wtórne sklepienia z profilowanymi w tynku żebrami, bowiem w XVIII wieku przebito tutaj klatkę schodową. Po ścianie zachodniej, w narożu północno-zachodnim widoczny jest fragment wycięcia ze śladami po schodach w górnej partii ściany resztki renesansowego fryzu. W nasadzie sklepień widoczne są wiązania cegieł, nie zachowujące zasady zakrywania spoin. W ścianie południowej widoczne są ślady kominka. W sali muzealnej znajduje się recepcja Muzeum oraz niewielka ekspozycja z ludowymi kapelami.

#### Sala rycerska
Sala rycerska wsparta jest na filarze, na którym wspierają się sklepienia sali. W ścianie północnej kominek – na dwóch konsolach ujmujących paleniska wspiera się profilowany gzyms, nad którym w części centralnej umieszczony jest kartusz herbowy. Ramię herbu stanowią esownice dźwigające drugi, również profilowany gzyms. Całość wieńczy dekoracja złożona z esownic i festonów o wybitnie barokowym charakterze. Na kartuszu umieszczony jest orzeł radziwiłłowski. Dolny gzyms profilowany i belka spoczywająca na konsolach są zrekonstruowane.

## Legendy
- Biała  Dama z Szydłowca
- Diabeł Skalisty